# Liste der Kulturdenkmale in Bad Schandau

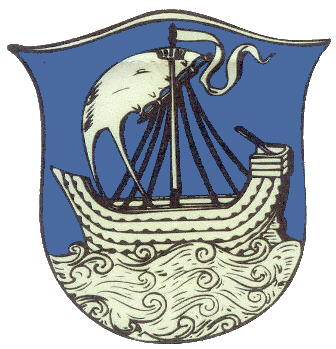
Wappen der Stadt Bad Schandau

Die Liste der Kulturdenkmale in Bad Schandau  enthält die Kulturdenkmale in Bad Schandau.
Die Anmerkungen sind zu beachten.
Diese Liste ist eine Teilliste der Liste der Kulturdenkmale im Landkreis Sächsische Schweiz-Osterzgebirge. 

Diese Liste ist eine Teilliste der Liste der Kulturdenkmale in Sachsen.

## Legende
- Bild: Bild des Kulturdenkmals, ggf. zusätzlich mit einem Link zu weiteren Fotos des Kulturdenkmals im Medienarchiv Wikimedia Commons. Wenn man auf das Kamerasymbol klickt, können Fotos zu Kulturdenkmalen aus dieser Liste hochgeladen werden:
- Bezeichnung: Denkmalgeschützte Objekte und ggf. Bauwerksname des Kulturdenkmals
- Lage: Straßenname und Hausnummer oder Flurstücknummer des Kulturdenkmals. Die Grundsortierung der Liste erfolgt nach dieser Adresse. Der Link (Karte) führt zu verschiedenen Kartendiensten mit der Position des Kulturdenkmals. Fehlt dieser Link, wurden die Koordinaten noch nicht eingetragen. Sind diese bekannt, können sie über ein Tool mit einer Kartenansicht einfach nachgetragen werden. In dieser Kartenansicht sind Kulturdenkmale ohne Koordinaten mit einem roten bzw. orangen Marker dargestellt und können durch Verschieben auf die richtige Position in der Karte mit Koordinaten versehen werden. Kulturdenkmale ohne Bild sind an einem blauen bzw. roten Marker erkennbar.
- Datierung: Baubeginn, Fertigstellung, Datum der Erstnennung oder grobe zeitliche Einordnung entsprechend des Eintrags in der sächsischen Denkmaldatenbank
- Beschreibung: Kurzcharakteristik des Kulturdenkmals entsprechend des Eintrags in der sächsischen Denkmaldatenbank, ggf. ergänzt durch die dort nur selten veröffentlichten Erfassungstexte oder zusätzliche Informationen
- ID: Vom Landesamt für Denkmalpflege Sachsen vergebene, das Kulturdenkmal eindeutig identifizierende Objekt-Nummer. Der Link führt zum PDF-Denkmaldokument des Landesamtes für Denkmalpflege Sachsen. Bei ehemaligen Kulturdenkmalen können die Objektnummern unbekannt sein und deshalb fehlen bzw. die Links von aus der Datenbank entfernten Objektnummern ins Leere führen. Ein ggf. vorhandenes Icon  führt zu den Angaben des Kulturdenkmals bei Wikidata.

## Bad Schandau
| Bild                                    | Bezeichnung | Lage                                     | Datierung                        | Beschreibung | ID       |
| --------------------------------------- | --- | ---------------------------------------- | -------------------------------- | --- | -------- |
|                                         | Denkmalschutzgebiet Bad Schandau | (Karte)                                  |                                  | Vorschlag eines Denkmalschutzgebietes | 09300006 |
|                                         | Ehem. Hotel | An der Elbe 4 (Karte)                    | um 1880                          | Ehemaliges Hotel (heute Mietshaus) in geschlossener Bebauung (ohne elbseitigen Anbau) – baugeschichtlich und ortsgeschichtlich von Bedeutung, ortsbildprägende Lage am Elbufer | 09222070 |
|                                         | Wohnhaus in halboffener Bebauung | An der Elbe 6 (Karte)                    | 1870er Jahre                     | baugeschichtlich und städtebaulich von Bedeutung | 09222071 |
|                                         | Mietshaus in offener Bebauung | An der Elbe 10 (Karte)                   | bez. 1894                        | mit gründerzeitlicher Fassade, baugeschichtlich von Bedeutung, ortsbildprägende Lage am Elbufer. | 09222072 |
|                                         | Wohnhaus in offener Bebauung | An der Elbe 12 (Karte)                   | bez. 1898                        | mit Anlehnung an den Schweizerstil, baugeschichtlich von Bedeutung, ortsbildprägende Lage am Elbufer. | 09225449 |
|                                         | Wohnhaus in offener Bebauung | Badallee 3 (Karte)                       | 2. Hälfte 19. Jh.                | Wohnhaus in offener Bebauung, Gartenlaube und Einfriedung – städtebaulich und straßenbildprägend von Bedeutung. | 09222120 |
|                                         | Gartenhaus | Badallee 5 (Karte)                       | 1900/1905                        | Gartenhaus, zwei Einfriedungen und Wasserpumpe – zu einem Wohnhaus gehörig, straßenbildprägend von Bedeutung | 09222119 |
|                                         | Wohnhaus in offener Bebauung | Badallee 6 (Karte)                       | 1900/1905                        | ohne Zwischenbau zum Nachbarhaus Nr. 5, baugeschichtlich und straßenbildprägend von Bedeutung. | 09222118 |
|                                         | Wohnhaus in offener Bebauung, mit Einfriedung                                                                                          | Badallee 7 (Karte)                       | 1905/1910                        | betonter Eingangsbereich in Anlehnung an den Reformstil, baugeschichtlich und straßenbildprägend von Bedeutung. | 09222117 |
|                                         | Grundschule Bad Schandau | Badallee 8 (Karte)                       | 1900/1910                        | Schulgebäude in offener Bebauung – baugeschichtlich und ortsgeschichtlich von Bedeutung | 09222116 |
|                                         | Wohnhaus mit Verbindungsbau | Badallee 9 (Karte)                       | um 1910                          | Wohnhaus mit Verbindungsbau zur Schule in halboffener Bebauung und Treppenaufgang – städtebaulich und straßenbildprägend von Bedeutung | 09222115 |
|                                         | Wohnhaus in offener Bebauung mit Einfriedung                                                                                           | Badallee 13 (Karte)                      | 1860er Jahre                     | Neorenaissancefassade, baugeschichtlich und straßenbildprägend von Bedeutung. | 09222114 |
|                                         | Haus Poliwania | Badallee 15 (Karte)                      | 3. Viertel 19. Jh.               | Wohnhaus in halboffener Bebauung, davor Hausgarten (Gartendenkmal) – städtebaulich und straßenbildprägend von Bedeutung. Hausgarten mit zwei Blutbuchen und Rhododendren symmetrisch gestaltet (Gartendenkmal). | 09222253 |
|                                         | Wohnhaus in halboffener Bebauung | Basteiplatz 3 (Karte)                    | 1880er Jahre                     | mit Ladeneinbau, baugeschichtlich und städtebaulich von Bedeutung | 09222094 |
|                                         | Wohnhaus in geschlossener Bebauung | Basteiplatz 5 (Karte)                    | 1880er Jahre                     | mit risalitartiger Mittelbetonung und originaler Ladenfront, baugeschichtlich und städtebaulich von Bedeutung. | 09222095 |
|                                         | Wohnhaus in Ecklage | Basteiplatz 6 (Karte)                    | 2. Hälfte 19. Jh.                | Teil der älteren Bebauung am Basteiplatz, baugeschichtlich und städtebaulich von Bedeutung | 09222066 |
|                                         | Wohnhaus in offener Bebauung mit Einfriedung                                                                                           | Basteistraße 20 (Karte)                  | um 1900                          | baugeschichtlich und straßenbildprägend von Bedeutung. Originaler Zustand: eiserne Terrassenüberdachung, Herme etc. | 09222178 |
|                                         | Wohnhaus in offener Bebauung | Basteistraße 22 (Karte)                  | um 1800                          | Winkelbau, baugeschichtlich von Bedeutung | 09222177 |
|                                         | Mietshaus in offener Bebauung | Basteistraße 32 (Karte)                  | 4. Viertel 19. Jh.               | städtebaulich von Bedeutung, ortsbildprägende Lage am Elbufer | 09222175 |
|                                         | Wohnhaus in offener Bebauung | Basteistraße 34 (Karte)                  | 2. Hälfte 19. Jh.                | baugeschichtlich von Bedeutung, ortsbildprägende Lage am Elbufer. Originalzustand (Fenster und Türen). | 09222174 |
|                                         | Mietshaus in offener Bebauung | Basteistraße 36 (Karte)                  | 1880er Jahre                     | städtebaulich von Bedeutung, ortsbildprägende Lage am Elbufer | 09222173 |
|                                         | Wohnhaus in Ecklage | Bergmannstraße 1 (Karte)                 | um 1910                          | mit Ladenzone, baugeschichtlich von Bedeutung | 09222069 |
|                                         | Wohnhaus in geschlossener Bebauung | Bergmannstraße 4 (Karte)                 | 1905/1910                        | mit Ladenzone, baugeschichtlich und städtebaulich von Bedeutung | 09222130 |
|                                         | Zwei Schulgebäude | Bergmannstraße 4b (Karte)                | bez. 1888                        | ortsgeschichtlich von Bedeutung | 09222144 |
|                                         | Mietshaus | Bergmannstraße 5 (Karte)                 | um 1900                          | mit Ladeneinbau, baugeschichtlich und städtebaulich von Bedeutung | 09222068 |
|                                         | Wohnhaus in Ecklage, mit Treppenaufgang und Einfriedung                                                                                | Bergmannstraße 7 (Karte)                 | 1895/1900                        | mit Ladenzone, repräsentative Putzfassade mit aufwendiger Gliederung, baugeschichtlich und städtebaulich von Bedeutung. | 09222067 |
| Weitere Bilder                          | Pfarrhaus | Dampfschiffstraße 1 (Karte)              | 18. Jh.                          | Pfarrhaus, mit Torpfeilern und schmiedeeiserner Einfriedung – baugeschichtlich und ortsgeschichtlich von Bedeutung | 09222042 |
|                                         | Wohnhaus mit Apotheke | Dresdner Straße 2 (Karte)                | 2. Hälfte 19. Jh., Kernbau älter | Wohnhaus (mit Apotheke) in Ecklage – städtebaulich und straßenbildprägend von Bedeutung | 09222258 |
|                                         | Filmtheater des Friedens; Nationalparkhaus                                                                                             | Dresdner Straße 2b (Karte)               | 1953                             | freistehender Saalbau mit Freitreppe und Giebelrisalit, baugeschichtlich und ortsgeschichtlich von Bedeutung, originale Leuchten erhalten. | 09222162 |
| Weitere Bilder                          | Rathaus | Dresdner Straße 3 (Karte)                | 1920er Jahre                     | baugeschichtlich und ortsgeschichtlich von Bedeutung | 09222163 |
|                                         | Mietshaus in offener Bebauung | Dresdner Straße 6 (Karte)                | 1910er Jahre                     | baugeschichtlich von Bedeutung | 09222161 |
|                                         | Wohnhaus in offener Bebauung | Dresdner Straße 7 (Karte)                | 1922 lt. Auskunft                | im Heimatstil erbaut, baugeschichtlich von Bedeutung, ortsbildprägende Lage am Elbufer. | 09222159 |
|                                         | Mietshaus in offener Bebauung | Dresdner Straße 8 (Karte)                | um 1920                          | baugeschichtlich von Bedeutung | 09222160 |
|                                         | Mietshaus in offener Bebauung | Dresdner Straße 11 (Karte)               | 1890er Jahre                     | baugeschichtlich von Bedeutung | 09222157 |
| Direkt Bild zu diesem Denkmal hochladen | Mietshaus in halboffener Bebauung | Kirchstraße 1 (Karte)                    | bez. 1901                        | Verblendziegelfassade, städtebaulich von Bedeutung | 09222062 |
|                                         | Wohnhaus in offener Bebauung | Kirchstraße 3 (Karte)                    | um 1880                          | Gründerzeitfassade, städtebaulich von Bedeutung | 09222061 |
|                                         | Wohnhaus in geschlossener Bebauung | Kirchstraße 4 (Karte)                    | Anfang 19. Jh.                   | baugeschichtlich und städtebaulich von Bedeutung | 09222063 |
|                                         | Wohnhaus | Kirchstraße 5 (Karte)                    | um 1800, verändert               | mit Ladenzone, baugeschichtlich und städtebaulich von Bedeutung | 09222060 |
|                                         | Wohnhaus in geschlossener Bebauung | Kirchstraße 6 (Karte)                    | bez. 1822                        | mit Ladeneinbau, baugeschichtlich und städtebaulich von Bedeutung | 09222064 |
|                                         | Wohnhaus mit rückseitigem Anbau (beide Fachwerk)                                                                                       | Kirchstraße 10 (Karte)                   | Ende 18. Jh.                     | mit Ladeneinbau, baugeschichtlich und städtebaulich von Bedeutung | 09222065 |
| Weitere Bilder                          | Kirnitzschtalbahn | Kirnitzschtalstraße (Karte)              |                                  | Straßenbahn durch das Kirnitzschtal (von Bad Schandau bis Lichtenhainer Wasserfall) – verkehrsgeschichtlich und ortsgeschichtlich von Bedeutung. | 09222256 |
| Weitere Bilder                          | Sachgesamtheit Kurpark Bad Schandau mit mehreren Einzeldenkmalen sowie Kurpark (Gartendenkmal)                                         | Kirnitzschtalstraße (Karte)              | 1873                             | Sachgesamtheit Kurpark Bad Schandau mit folgenden Einzeldenkmalen: Freilichtbühne mit zwei flankierenden Pavillons und Gedenkstein für die Verfolgten des Naziregimes, dieser gegenüber Nr. 27 (Einzeldenkmal ID-Nr. 09222257) sowie Kurpark (Gartendenkmal) – städtebaulich und ortsgeschichtlich von Bedeutung. | 09302030 |
|                                         | Freilichtbühne mit zwei flankierenden Pavillons und Gedenkstein für die Verfolgten des Naziregimes (Einzeldenkmale zu ID-Nr. 09302030) | Kirnitzschtalstraße (Karte)              | 1950er Jahre                     | Einzeldenkmale der Sachgesamtheit Kurpark Bad Schandau: Freilichtbühne mit zwei flankierenden Pavillons und Gedenkstein für die Verfolgten des Naziregimes, dieser gegenüber Nr. 27 – baugeschichtlich und ortsgeschichtlich von Bedeutung. | 09222257 |
| Weitere Bilder                          | Denkmal | Kirnitzschtalstraße (Karte)              | 1975–1976                        | roh behauener Quader aus Lausitzer Granodiorit, auf der Schauseite Bronzetafel mit Umrissen der ehemaligen DDR und der südlichen Eisgrenze sowie der Inschrift »Südgrenze des Skandinavischen Inlandeises im Quartär«, geschichtlich und naturwissenschaftlich von Bedeutung. | 09221680 |
| Weitere Bilder                          | Sandsteinbogenbrücke über die Kirnitzsch                                                                                               | Kirnitzschtalstraße (Karte)              | bez. 1847                        | baugeschichtlich und technikgeschichtlich von Bedeutung | 09222241 |
|                                         | Wasserwerk Bad Schandau | Kirnitzschtalstraße (Karte)              | 1896                             | freistehendes Gebäude aus Sandstein, baugeschichtlich und technikgeschichtlich von Bedeutung. | 09222184 |
|                                         | Kirnitzschtal-Klinik; Kurbadgebäude | Kirnitzschtalstraße 6 (Karte)            | 1882                             | Kurbadgebäude, Trinkhalle mit Monumentalmosaik, vor dem Gebäude Freiskulptur der Waldnymphe sowie Kurgarten mit Denkmal für die Gefallenen des Ersten Weltkrieges – baugeschichtlich, künstlerisch und ortsgeschichtlich von Bedeutung. Kurbadgebäude: in zeitgenössischen historistischen Formen, mit vergleichsweise aufwändig gestaltetem Saal, zweigeschossiger massiver Putzbau mit intaktem Wand-Öffnungs-Verhältnis, Fenstersprossung im originalen Sinn, innen Saal mit Bühne und Pilastergliederung, schöne Glasdecke, in der Trinkhalle oder auch Brunnenhalle Mosaik von Sascha Schneider, Dresden (Allegorie der Eisenquelle). Nymphe aus Marmor von Rudolph Hölbe, Dresden, 1895. Kriegerdenkmal auf dem Terrain der Kurklinik: Gedenkstein unter Baldachin auf Stufenpodest. | 09222185 |
| Weitere Bilder                          | Straßenbahndepot der Kirnitzschtalbahn mit Werkstatt und Wohnhaus                                                                      | Kirnitzschtalstraße 8 (Karte)            | bez. 1898                        | ortsgeschichtlich und verkehrsgeschichtlich von Bedeutung, Ziegelbau. | 09222244 |
| Weitere Bilder                          | Haus Albrechtsburg | Kirnitzschtalstraße 13 (Karte)           | 1870er Jahre                     | Mietshaus in geschlossener Bebauung – Gründerzeitbau, baugeschichtlich und städtebaulich von Bedeutung | 09222097 |
|                                         | Wohnhaus (mit Gaststätte) | Kirnitzschtalstraße 17 (Karte)           | 1860er Jahre                     | historistische Fassade, baugeschichtlich und städtebaulich von Bedeutung | 09222262 |
|                                         | Mietshaus in halboffener Bebauung | Kirnitzschtalstraße 21 (Karte)           | 1880er Jahre                     | baugeschichtlich und städtebaulich von Bedeutung | 09222099 |
|                                         | Wohnhaus in Hanglage | Kirnitzschtalstraße 31 (Karte)           | in Fassade bez. 1680             | Obergeschoss Fachwerk, baugeschichtlich von Bedeutung | 09222102 |
| Weitere Bilder                          | Villa Cagiatti | Kirnitzschtalstraße 43 (Karte)           | um 1900                          | Villa mit Nebengebäude – auffällig der kleine Rundturm an der Ecke, in Hanglage, im Stil der Neogotik errichtet, baugeschichtlich und straßenbildprägend von Bedeutung. | 09222103 |
|                                         | Wohnhaus in offener Bebauung | Kirnitzschtalstraße 53 (Karte)           | 1890er Jahre                     | baugeschichtlich von Bedeutung | 09222106 |
|                                         | Wohnhaus in offener Bebauung | Kirnitzschtalstraße 55 (Karte)           | 1. Hälfte 19. Jh.                | Obergeschoss Fachwerk, baugeschichtlich von Bedeutung | 09222107 |
|                                         | Villa Hohenzollern | Kirnitzschtalstraße 69 (Karte)           | 1890er Jahre                     | Villa mit Einfriedung – baugeschichtlich und straßenbildprägend von Bedeutung | 09222111 |
| Weitere Bilder                          | Wohnhaus in offener Bebauung und Einfriedung                                                                                           | Kirnitzschtalstraße 73 (Karte)           | um 1905                          | gründerzeitliche Fassade mit Jugendstilelementen, baugeschichtlich und straßenbildprägend von Bedeutung. | 09222109 |
|                                         | Wohnhaus in offener Bebauung mit Resten der Einfriedung                                                                                | Kirnitzschtalstraße 75 (Karte)           | um 1880                          | u. a. baugeschichtliche Bedeutung. Zweigeschossiger massiver Putzbau mit flachem Satteldach, Fenster Putzfaschen, zwei dominante Giebel (vasenbekrönt, Dekoration 1920er Jahre), originale Haustürblätter, zwei Balkons, Giebelseite zur Straße geglättet. | 09302735 |
| Direkt Bild zu diesem Denkmal hochladen | Wohnhaus in offener Bebauung und Einfriedung                                                                                           | Kirnitzschtalstraße 81 (Karte)           | um 1880                          | spätklassizistische Fassade, baugeschichtlich und straßenbildprägend von Bedeutung. Buntverglasung im Treppenhaus, historisches Türblatt. | 09222179 |
|                                         | Villa Emma | Kirnitzschtalstraße 83 (Karte)           | 4. Viertel 19. Jh.               | Villa mit Einfriedung – Neorenaissancefassade mit Stuckornamentik und figuralem Schmuck, baugeschichtlich, künstlerisch und straßenbildprägend von Bedeutung. mit schöner Stuckornamentik, figuralem Schmuck und Säulen. | 09222180 |
| Direkt Bild zu diesem Denkmal hochladen | Villa Anna | Kirnitzschtalstraße 85 (Karte)           | 4. Viertel 19. Jh.               | Villa mit Einfriedung und Gartenpavillon – Gründerzeitfassade mit Stuckornamentik und figuralem Schmuck, baugeschichtlich und straßenbildprägend von Bedeutung, mit Stuckornamentik und figuralem Schmuck, Säulen. | 09222181 |
|                                         | Ehemaliges Schützenhaus (ohne hintere Anbauten)                                                                                        | Kirnitzschtalstraße 87 (Karte)           | 2. Drittel 19. Jh.               | freistehendes Gebäude, später Dekorationsschule, ortsgeschichtlich von Bedeutung. | 09222182 |
| Direkt Bild zu diesem Denkmal hochladen | Gaststätte Waldhäusl | Kirnitzschtalstraße 89 (Karte)           | bez. 1885                        | Zierfachwerk (Schweizer Stil), baugeschichtlich und ortsgeschichtlich von Bedeutung. | 09222243 |
|                                         | Ehem. Zollhaus | Königsteiner Straße 4 (Karte)            | 2. Hälfte 19. Jh.                | Wohnhaus in offener Bebauung – ehemalige Zollstation, ortsgeschichtlich von Bedeutung, auf hohem Sandsteinsockel, mit gewölbtem Eingangsbereich. | 09222048 |
|                                         | Alter Salzschank | Königsteiner Straße 6 (Karte)            | 18. Jh.                          | Wohnhaus (ehemals Gaststätte) – baugeschichtlich und ortsgeschichtlich von Bedeutung | 09222049 |
|                                         | Wohnhaus in offener Bebauung, Nebengebäude, Einfriedung und Torpfeiler                                                                 | Lindenallee 3 (Karte)                    | Ende 19. Jh.                     | baugeschichtlich und wirtschaftsgeschichtlich von Bedeutung, zum Teil mit originaler Ausstattung (Treppenhaus). | 09222147 |
|                                         | Wohnhaus in offener Bebauung | Lindenallee 5 (Karte)                    | 1880er Jahre                     | baugeschichtlich und straßenbildprägend von Bedeutung | 09222148 |
|                                         | Wohnhaus | Lindenallee 6 (Karte)                    | um 1930                          | Hanglage, im Heimatstil erbaut, baugeschichtlich und städtebaulich von Bedeutung, mit hohem Sockel aus Bossenquadern. | 09222150 |
|                                         | Wohnhaus | Lindenallee 8 (Karte)                    | um 1930                          | Hanglage, im Heimatstil erbaut, baugeschichtlich und städtebaulich von Bedeutung, mit hohem Sockel aus Bossenquadern. | 09222151 |
|                                         | Wohnhaus | Lindenallee 10 (Karte)                   | um 1930                          | Hanglage, im Heimatstil erbaut, baugeschichtlich und städtebaulich von Bedeutung, mit hohem Sockel aus Bossenquadern. | 09222152 |
|                                         | Villa Helena | Lindenallee 12 (Karte)                   | 4. Viertel 19. Jh.               | Wohnhaus in offener Bebauung (ohne Rückgebäude) – baugeschichtlich und straßenbildprägend von Bedeutung | 09222153 |
|                                         | Wohnhaus in offener Bebauung | Lindenallee 15 (Karte)                   | um 1910                          | baugeschichtlich von Bedeutung | 09225469 |
|                                         | Villa und Einfriedung | Lindenallee 21 (Karte)                   | 4. Viertel 19. Jh.               | Neorenaissancefassade, baugeschichtlich und künstlerisch von Bedeutung. Mit Figurennischen, besonders schön! – teilsaniert, teilweise Kunststofffenster. | 09222154 |
|                                         | Wohnhaus | Lindenallee 27 (Karte)                   | 1910er Jahre                     | erbaut im Reformstil der Zeit um 1910, baugeschichtlich von Bedeutung, mit schönen bleiverglasten Fenstern. | 09222155 |
| Weitere Bilder                          | Schalenbrunnen | Marktplatz (Karte)                       | 19. Jh.                          | platzbildprägend von Bedeutung | 09222255 |
| Weitere Bilder                          | St.-Johannis-Kirche | Marktplatz (Karte)                       | 1668–1671                        | Kirche mit Kirchenausstattung – flachgedeckte Saalkirche mit Westturm und Polygonchor, baugeschichtlich, ortsgeschichtlich und platzbildprägend von Bedeutung. Evang. Stadtkirche Johannes der Täufer, urspr. St. Marien. Saalkirche, der östliche Abschluss als 3/8-Polygon. 1876/77 Erneuerung der Innenausstattung, Altar von Johann Walther (1572) – bis 1760 in der Dresdner Kreuzkirche, dann bis 1906 in der Annenkirche Dresden, 1927 Rekonstruktion und derzeitige Aufstellung im Kirchenschiff. Kriegerdenkmal für den Ersten Weltkrieg von Georg Türke 1927 geschaffen (später Zahlen für den Zweiten Weltkrieg hinzugefügt). | 09222030 |
|                                         | Gaststätte und Hotel in Ecklage mit zwei Hofeinfahrten                                                                                 | Marktplatz 1 (Karte)                     | 1883 (Marktseite)                | baugeschichtlich, platzbildprägend und ortsgeschichtlich von Bedeutung. Im Türschlussstein bezeichnet, Schiffsdarstellung im Sturz darüber sowie Anbau an den marktseitigen Hauptbau, mit toskanischen Säulen im Erdgeschoss. | 09222129 |
|                                         | Wohnhaus in Ecklage | Marktplatz 2 (Karte)                     | 18. Jh.                          | mit Laden, baugeschichtlich und straßenbildprägend von Bedeutung | 09222031 |
|                                         | Hotelgebäude (elbseitig) | Marktplatz 3 (Karte)                     | um 1880                          | repräsentativer Bau, baugeschichtlich und ortsbildprägend von Bedeutung. repräsentatives Gebäude und Wohnhaus (mit jüngeren Ladeneinbauten und Holzloggia), Wohnhaus und Hinterhaus marktseitig, 18. Jh., Abbruch 2006, elbseitiges Hotel nach der Flut saniert, um 1880. | 09222044 |
|                                         | Mietshaus in geschlossener Bebauung | Marktplatz 4 (Karte)                     | 1890er Jahre                     | städtebaulich und platzbildprägend von Bedeutung, mit originaler Tür, Stuckdecke im Eingangsbereich. | 09222032 |
| Direkt Bild zu diesem Denkmal hochladen | Elbseitige Hotelfassade und Portal vom markseitigen Gebäude als Spolie im Inneren präsentiert                                          | Marktplatz 7 (Karte)                     | nach 1850                        | Neorenaissance-Fassade im venezianischen Stil mit ortsbildprägender Bedeutung. Fassade wurde nach Flutschäden restauriert und als letztes Relikt des Gebäudes in das Hotel Elbresidenz integriert. | 09222045 |
|                                         | Elbseitige Hotelfassade | Marktplatz 7b (Karte)                    | 1860 bis 1870                    | Neorenaissance-Fassade im venezianischen Stil mit ortsbildprägender Bedeutung. Fassade wurde nach Flutschäden restauriert und als letztes Relikt des Gebäudes in das Hotel Elbresidenz integriert. | 09220770 |
|                                         | Wohnhaus in geschlossener Bebauung | Marktplatz 8 (Karte)                     | 18. Jh.                          | barocker Bau mit historistisch überformter Fassade, baugeschichtlich und platzbildprägend von Bedeutung. | 09222033 |
| Direkt Bild zu diesem Denkmal hochladen | Hotel in geschlossener Bebauung | Marktplatz 9 (Karte)                     | 1890er Jahre                     | baugeschichtlich und ortsgeschichtlich von Bedeutung, mit originaler Tür. | 09222037 |
|                                         | Ehem. Gasthaus Goldener Anker | Marktplatz 10 (Karte)                    | 3. Viertel 19. Jh.               | Mietshaus in geschlossener Bebauung – mit Tordurchfahrt, ehemals mit Gaststätte, baugeschichtlich und ortsgeschichtlich von Bedeutung. | 09222035 |
|                                         | Hotelbau in Ecklage | Marktplatz 11 (Karte)                    | 1890er Jahre                     | Hotelbau in Ecklage bestehend aus drei Gebäudeteilen: nach dem Markt, nach der Königsteiner Straße (ehem. Königsteiner Straße 1) und nach der Elbe – ortsbildprägend von Bedeutung. | 09222046 |
|                                         | Ehemaliger Brauhof | Marktplatz 12 (Karte)                    | bez. 1680                        | Ehemaliger Brauhof in platzbestimmender Lage, mit Rückgebäuden (um einen Innenhof gruppiert), Treppenturm und einem langgestreckten Scheunentrakt an der Südseite sowie Torbogen mit altem Tor zum Markt, an der Dresdner Straße Torpfeiler – baugeschichtlich, ortsgeschichtlich und platzbildprägend von Bedeutung. Im Tor zum Markt im Schlussstein bezeichnet. | 09222034 |
|                                         | Wohnhaus und Toreinfahrt | Marktstraße 1 (Karte)                    | in Fassade bez. 1704             | mit Ladenzone, Obergeschoss Fachwerk, baugeschichtlich und straßenbildprägend von Bedeutung. Schöne Ladenzone, Toreinfahrt im Schlussstein bezeichnet 1945. | 09222074 |
|                                         | Wohnhaus in geschlossener Bebauung | Marktstraße 4 (Karte)                    | 18. Jh.                          | mit zwei Ladeneinbauten, einer aus dem 19. Jh., baugeschichtlich von Bedeutung. | 09222052 |
|                                         | Wohnhaus in geschlossener Bebauung | Marktstraße 6 (Karte)                    | 1890er Jahre                     | städtebaulich von Bedeutung | 09222053 |
|                                         | Zum Roten Haus | Marktstraße 10 (Karte)                   | 1. Hälfte 19. Jh.                | Wohnhaus mit Gaststätte in halboffener Bebauung – Obergeschoss Fachwerk, baugeschichtlich und ortsgeschichtlich von Bedeutung. | 09222055 |
|                                         | Wohnhaus in Ecklage und geschlossener Bebauung                                                                                         | Poststraße 1 (Karte)                     | 1880er Jahre, Kernbau älter      | baugeschichtlich und städtebaulich von Bedeutung, mit Rundbogenportal und Putten. | 09222059 |
|                                         | Wohnhaus in halboffener Bebauung mit Inschrifttafel                                                                                    | Poststraße 3 (Karte)                     | Mitte 18. Jh.                    | Obergeschoss Fachwerk, baugeschichtlich und ortsgeschichtlich von Bedeutung. Inschrift: „Geburtsstätte des Magister C. G. Hering Gründer der deutschen Musik-Didaktik geb. 25. Oct. 1766 gest. 4. Jan. 1853.“, Haustür original. | 09222058 |
|                                         | Postamt | Poststraße 5 (Karte)                     | 3. Drittel 19. Jh.               | Postgebäude in offener Bebauung mit Rückgebäude – baugeschichtlich von Bedeutung | 09222057 |
|                                         | Wohnhaus in halboffener Bebauung | Poststraße 6 (Karte)                     | Anfang 19. Jh., Kern älter       | baugeschichtlich von Bedeutung | 09222093 |
|                                         | Wohnhaus in halboffener Bebauung | Poststraße 7 (Karte)                     | 1880er Jahre                     | mit Ladeneinbauten, baugeschichtlich und städtebaulich von Bedeutung. Schöne Fenster, Haustür original. | 09222056 |
|                                         | Wohnhaus in geschlossener Bebauung, mit Hinterhaus und Gartenpavillon                                                                  | Poststraße 8 (Karte)                     | Tür bez. 1787                    | spätbarocker Putzbau, Hinterhaus Fachwerk, baugeschichtlich und straßenbildprägend von Bedeutung. | 09222091 |
|                                         | Wohnhaus | Poststraße 10 (Karte)                    | 18. Jh.                          | Obergeschoss Fachwerk, mit modernen Ladeneinbauten, baugeschichtlich von Bedeutung | 09222090 |
|                                         | Altes Stadthaus | Poststraße 12 (Karte)                    | Kernbau 2. Hälfte 16. Jh.        | Ehemaliges Amtsgericht mit vorgelagertem Treppenaufgang – Altan, Sitznischenportal, Segelschiffsdarstellung und Wappen in der Fassade, baugeschichtlich, hausgeschichtlich und ortsgeschichtlich von Bedeutung. | 09222089 |
|                                         | Mietshaus in geschlossener Bebauung | Poststraße 14 (Karte)                    | 1880er Jahre                     | mit originaler Ladenfront, Gründerzeitfassade, baugeschichtlich und städtebaulich von Bedeutung. | 09222088 |
|                                         | Wohn- und Geschäftshaus in ehem. geschlossener Bebauung                                                                                | Poststraße 16 (Karte)                    | um 1905                          | spätgründerzeitliche Fassade mit Anklängen an den Jugendstil, baugeschichtlich, künstlerisch und straßenbildprägend von Bedeutung. | 09222087 |
| Weitere Bilder                          | Turnhalle | Rosengasse (Karte)                       | 1890er Jahre                     | baugeschichtlich und sozialgeschichtlich von Bedeutung. Flacher Rechteckbau mit Blendarkaden-Gliederung. | 09222073 |
|                                         | Wohnhaus in Ecklage | Rosengasse 1; 3 (Karte)                  | 1930er Jahre                     | im Heimatstil, baugeschichtlich von Bedeutung | 09222145 |
|                                         | Wohnhaus in halboffener Bebauung | Rosengasse 7 (Karte)                     | um 1800                          | Obergeschoss Fachwerk, baugeschichtlich von Bedeutung | 09222146 |
|                                         | Sog. Flößerdenkmal | Rudolf-Sendig-Straße (Karte)             | 19. Jh.                          | Bekrönter Sandsteinpfeiler in der Kirnitzsch – ortsgeschichtlich von Bedeutung | 09304584 |
| Weitere Bilder                          | Personenaufzug nach Ostrau | Rudolf-Sendig-Straße (Karte)             | 1904–1905                        | Personenaufzug Bad Schandau – freistehender eiserner Turm mit Brücke und schmiedeeisernem Geländer, elektrischer Aufzug, technikgeschichtlich und verkehrsgeschichtlich von Bedeutung. | 09222137 |
|                                         | Sog. Millionenbau | Rudolf-Sendig-Straße 1; 3; 5; 7 (Karte)  | Nr. 1 bez. 1887                  | Wohnhauszeile als südliche Begrenzung des Kurparks – mit Ladenzone, baugeschichtlich und städtebaulich von Bedeutung | 09222122 |
|                                         | Haus Zur Steinburg | Rudolf-Sendig-Straße 2 (Karte)           | 4. Viertel 19. Jh.               | Wohnhaus in offener Bebauung – mit originaler Ladenfront, baugeschichtlich von Bedeutung | 09222131 |
|                                         | Wohnhaus in offener Bebauung | Rudolf-Sendig-Straße 6 (Karte)           | 4. Viertel 19. Jh.               | baugeschichtlich von Bedeutung | 09222132 |
|                                         | Wohnhaus in offener Bebauung | Rudolf-Sendig-Straße 8 (Karte)           | 4. Viertel 19. Jh.               | baugeschichtlich von Bedeutung | 09222133 |
|                                         | Wohnhaus in offener Bebauung | Rudolf-Sendig-Straße 10 (Karte)          | nach 1888                        | Wohnhaus der Sendig-Bauvereinigung, mit Rundbogenstil und spätklassizistischen Einflüssen, baugeschichtliche und ortshistorisch von Bedeutung. dreigeschossiger massiver Putzbau, Erdgeschoss und 1. Obergeschoss je drei mittige Achsen Rundbögen, Überstand des flachen Walmdaches, Trauffries mit nicht originaler Bemalung, innen kein Dekor (mehr), z. T. Innenwände aus behauenem Sandstein, Garten ging einst bis an die Elbe. | 09300430 |
|                                         | Hotel Lindenhof | Rudolf-Sendig-Straße 11 (Karte)          | 1890er Jahre                     | Hotelbau (ohne vorderen Anbau) und Hotelgarten (Gartendenkmal) – baugeschichtlich, ortsgeschichtlich und straßenbildprägend von Bedeutung. Hotelgarten: westlich des Hotels. | 09222121 |
|                                         | Sendig-Hotel | Rudolf-Sendig-Straße 12 (Karte)          | 1880er Jahre                     | Hotel mit Hauptgebäude und Saalgebäude des Hoteliers Rudolf Sendig, innerhalb eines ehemaligen Parkgeländes – baugeschichtlich, ortsgeschichtlich und straßenbildprägend von Bedeutung. Hauptgebäude mit offenen Säulenloggien, Festsaalgebäude mit großer Freiterrasse und Kolonnaden. | 09222139 |
|                                         | Villa Bohemia | Rudolf-Sendig-Straße 15 (Karte)          | 1870er Jahre                     | Villa (ohne rückseitigen Anbau) und Einfriedung – baugeschichtlich von Bedeutung | 09222134 |
|                                         | Wohnhaus in offener Bebauung und Einfriedung                                                                                           | Rudolf-Sendig-Straße 17 (Karte)          | 1880er Jahre                     | im Rundbogenstil erbaut, baugeschichtlich von Bedeutung | 09222135 |
|                                         | Kath. Pfarrei St. Marien | Rudolf-Sendig-Straße 19 (Karte)          | Ende 19. Jh.                     | Kirche (ehemalige Villa) mit integriertem Pfarrhaus und Einfriedung – baugeschichtlich und ortsgeschichtlich von Bedeutung | 09222136 |
|                                         | Wohnhaus und Nebengebäude in offener Bebauung                                                                                          | Rudolf-Sendig-Straße 21; 23 (Karte)      | 4. Viertel 19. Jh.               | Wohnhaus (Nr. 23) und Nebengebäude (Nr. 21) in offener Bebauung mit Freitreppe und gusseisernem Geländer – baugeschichtlich und straßenbildprägend von Bedeutung | 09222138 |
|                                         | Wohnhaus in offener Bebauung | Rudolf-Sendig-Straße 27 (Karte)          | 1890er Jahre, verändert          | spätgründerzeitliche Fassade, baugeschichtlich von Bedeutung | 09222140 |
|                                         | Inschrift im Fels hinter dem Gebäude                                                                                                   | Rudolf-Sendig-Straße 29 (hinter) (Karte) | bez. 1791                        | tourismusgeschichtliche Relevanz. „GOTT allein die Ehre. Diesen Garten baute zum Vergnügen vom Jahr 1780 bis 1791 Ephraim Lebrecht Saupe“. | 09305268 |
|                                         | Wohnhaus in offener Bebauung und Einfriedung                                                                                           | Rudolf-Sendig-Straße 31 (Karte)          | um 1900                          | Fassade mit Anklängen an den Schweizer Stil, baugeschichtlich und straßenbildprägend von Bedeutung. Besonders schön (alte Firstziegel, schönes Vordach, hölzerner Balkon) ohne Rückgebäude. | 09222141 |
|                                         | Wohnhaus in offener Bebauung | Rudolf-Sendig-Straße 33 (Karte)          | um 1900                          | Wohnhaus in offener Bebauung (ohne Rückgebäude) und Einfriedung – baugeschichtlich und straßenbildprägend von Bedeutung. | 09222142 |
|                                         | Wohnhaus in offener Bebauung | Rudolf-Sendig-Straße 35 (Karte)          | um 1900                          | Wohnhaus in offener Bebauung (ohne Rückgebäude) und Einfriedung – baugeschichtlich und straßenbildprägend von Bedeutung. | 09222143 |
| Weitere Bilder                          | Schillerdenkmal und Grotte | Schillerpromenade (Karte)                | 1859 (Denkmal)                   | historische und ortshistorische Relevanz. Stele auf Postament ca. 350 cm hoch, mit Inschrift: „Zum 10. Nov. 1859“ (= Schillers 100. Geburtstag), „erneuert 1900“, Grotte unterhalb des Denkmals: Sandsteingewölbe mit Schlussstein, Steinbank. | 09304533 |
| Weitere Bilder                          | Reste einer mittelalterlichen Burganlage und künstliche Ruine                                                                          | Schloßberg (Karte)                       | 14. Jh.                          | Burgstall Schomberg – ortsgeschichtlich von Bedeutung. Der Schlossberg oder Schomberg diente wohl als Strom- und Wasserwarte zur Sicherung des Warenverkehrs auf der Elbe und der Hohen Straße nach der Lausitz. Die Brandspuren an den spärlichen Überresten (Wall, Graben, Zisterne) deuten auf eine Zerstörung in den Hussitenkriegen 1419/1436. Die künstliche Ruine (Staffagebau) wurde als Aussichtspunkt von Baumeister Dachsel erbaut und 1883 eingeweiht. | 09222324 |
|                                         | Wohnhaus (Umgebinde) | Schloßberg 12 (Karte)                    | 17. Jh.                          | Obergeschoss Fachwerk, zum Teil verbrettert, baugeschichtlich und hausgeschichtlich von Bedeutung, saniert. | 09222098 |
|                                         | Wohnhaus | Sebnitzer Straße 6 (Karte)               | Anfang 19. Jh.                   | Obergeschoss Fachwerk, baugeschichtlich von Bedeutung | 09222164 |
|                                         | Wohnhaus | Sebnitzer Straße 7 (Karte)               | bez. 1835                        | Obergeschoss Fachwerk, baugeschichtlich von Bedeutung | 09222259 |
|                                         | Wohnhaus | Sebnitzer Straße 10 (Karte)              | 1. Hälfte 19. Jh.                | Obergeschoss Fachwerk, baugeschichtlich von Bedeutung | 09222165 |
|                                         | Wohnhaus | Sebnitzer Straße 11 (Karte)              | 1848 lt. Auskunft                | Obergeschoss Fachwerk, baugeschichtlich von Bedeutung | 09222166 |
|                                         | Wohnhaus | Sebnitzer Straße 12 (Karte)              | 1. Hälfte 19. Jh.                | Obergeschoss Fachwerk, baugeschichtlich von Bedeutung | 09222260 |
|                                         | Wohnhaus | Sebnitzer Straße 16 (Karte)              | Anfang 19. Jh.                   | Obergeschoss Fachwerk, baugeschichtlich von Bedeutung | 09222167 |
|                                         | Wohnhaus | Sebnitzer Straße 21 (Karte)              | um 1800                          | Obergeschoss Fachwerk, baugeschichtlich von Bedeutung | 09222169 |
|                                         | Wohnhaus | Sebnitzer Straße 27; 29 (Karte)          | 1. Hälfte 19. Jh.                | Obergeschoss Fachwerk, baugeschichtlich von Bedeutung | 09222170 |
|                                         | Wohnhaus | Zaukenstraße 5 (Karte)                   | 1. Hälfte 19. Jh.                | Obergeschoss Fachwerk, baugeschichtlich von Bedeutung. Ladeneinbau. | 09222077 |
|                                         | Wohnhaus | Zaukenstraße 6 (Karte)                   | 1701/1800                        | Obergeschoss Fachwerk, giebelständig, baugeschichtlich und straßenbildprägend von Bedeutung | 09222086 |
|                                         | Wohnhaus in halboffener Bebauung | Zaukenstraße 7 (Karte)                   | Tür bez. 1835                    | baugeschichtlich und städtebaulichvon Bedeutung, bezeichnet im Türstock „No. 90 J.G.E.R. 1835“. | 09222100 |
|                                         | Wohnhaus in halboffener Bebauung | Zaukenstraße 8 (Karte)                   | 2. Hälfte 19. Jh., Kernbau älter | mit Fachwerkgiebel, baugeschichtlich, hausgeschichtlich und straßenbildprägend von Bedeutung. Korbbogentür mit Schlussstein und schmiedeeisernem Tor, Inschrift „Handwerk, Du giltst, was Du aus Dir machst“. | 09222085 |
|                                         | Gasthof Zum Bären | Zaukenstraße 10 (Karte)                  | 2. Hälfte 19. Jh.                | Gasthof (mit Sitznischenportal, bez.) in halboffener Bebauung – baugeschichtlich und ortsgeschichtlich von Bedeutung | 09222084 |
|                                         | Wohnhaus in geschlossener Bebauung | Zaukenstraße 12 (Karte)                  | 2. Hälfte 19. Jh.                | städtebaulich von Bedeutung. Drei Fledermausgaupen. | 09222083 |
|                                         | Wohnhaus in halboffener Bebauung | Zaukenstraße 15 (Karte)                  | lt. Auskunft um 1850             | mit Ladeneinbau, baugeschichtlich von Bedeutung | 09222078 |
|                                         | Wohnhaus in nahezu geschlossener Bebauung                                                                                              | Zaukenstraße 17 (Karte)                  | 1. Hälfte 19. Jh.                | mit jüngerem Ladeneinbau, baugeschichtlich von Bedeutung | 09222079 |
|                                         | Wohnhaus in halboffener Bebauung | Zaukenstraße 19 (Karte)                  | bez. 1835                        | mit modernem Ladeneinbau, baugeschichtlich von Bedeutung, bezeichnet in Türstock „No. 77 J.G.H. 1835“. | 09222080 |
|                                         | Mietshaus in halboffener Bebauung | Zaukenstraße 20 (Karte)                  | 1890er Jahre                     | mit Ladeneinbau, baugeschichtlich von Bedeutung | 09222081 |
|                                         | Wohnhaus in offener Bebauung | Zaukenstraße 21 (Karte)                  | Mitte 19. Jh.                    | städtebaulich von Bedeutung. mit Krüppelwalmdach, originale Haustür mit Verdachung | 09225476 |
| Weitere Bilder                          | Sachgesamtheit Friedhof Bad Schandau mit mehreren Einzeldenkmalen sowie Friedhof als Sachgesamtheitsteil                               | Zaukenweg (Karte)                        | um 1880                          | Sachgesamtheit Friedhof Bad Schandau mit folgenden Einzeldenkmalen: Kapelle als Torhaus zum Friedhof, Friedhofseinfriedung im Osten und Grabmal (Einzeldenkmale ID-Nr. 09222171), Friedhofsgestaltung mit Terrassierung, Alleen und Baumreihen (Gartendenkmal) sowie Friedhof als Sachgesamtheitsteil – baugeschichtlich und ortsgeschichtlich von Bedeutung. | 09302108 |
| Weitere Bilder                          | Kapelle als Torhaus zum Friedhof (Einzeldenkmale zu ID-Nr. 09302108)                                                                   | Zaukenweg (Karte)                        | bez. 1887                        | Einzeldenkmale der Sachgesamtheit Friedhof Bad Schandau: Kapelle als Torhaus zum Friedhof, Friedhofseinfriedung im Osten und Grabmal – baugeschichtlich und ortsgeschichtlich von Bedeutung. | 09222171 |
|                                         | Wohnhaus | Zaukenweg 1 (Karte)                      | 1. Hälfte 19. Jh.                | Obergeschoss Fachwerk, baugeschichtlich und straßenbildprägend von Bedeutung. | 09222261 |
|                                         | Haus Pilgermann | Zaukenweg 2 (Karte)                      | bez. 1787                        | Wohnhaus in Hanglage, Obergeschoss Fachwerk, baugeschichtlich und straßenbildprägend von Bedeutung. Giebel verschiefert, hölzerner Korbbogen im Innern bezeichnet. | 09222172 |

## Krippen
| Bild                                    | Bezeichnung | Lage                                             | Datierung                           | Beschreibung | ID       |
| --------------------------------------- | --- | ------------------------------------------------ | ----------------------------------- | --- | -------- |
|                                         | Vordermühle | Bächelweg 2 (Karte)                              | bez. 1801                           | Mühlgebäude – Obergeschoss Fachwerk, Giebel verbrettert, baugeschichtlich und straßenbildprägend von Bedeutung. Korbbogentür im Schlussstein bezeichnet, Krüppelwalm. | 09224112 |
|                                         | Wohnhaus | Bächelweg 3 (Karte)                              | bez. 1831                           | Obergeschoss Fachwerk verbrettert, baugeschichtlich von Bedeutung. Korbbogentür im Innern bezeichnet | 09224113 |
| Weitere Bilder                          | Gasthof Erbgericht | Bächelweg 4 (Karte)                              | bez. 1715                           | erhöht auf einer Terrasse liegend, Putzbau mit Mansardgiebeldach, baugeschichtlich und ortsgeschichtlich von Bedeutung. Korbbogenportal im Kämpfer bezeichnet, Fassadenknick zum ehemaligen Mühlgraben, bezeichnet: ANNO 1715 Leonhard. | 09224122 |
|                                         | Wohnhaus | Bächelweg 5 (Karte)                              | Mitte 19. Jh.                       | Obergeschoss Fachwerk, baugeschichtlich von Bedeutung | 09224117 |
|                                         | Ehemaliger Speicher | Bächelweg 7 (Karte)                              | Mitte 19. Jh.                       | Obergeschoss Fachwerk verbrettert, baugeschichtlich von Bedeutung | 09224115 |
|                                         | Wohnhaus | Bächelweg 8 (Karte)                              | Mitte 19. Jh.                       | Obergeschoss Fachwerk, baugeschichtlich von Bedeutung | 09224116 |
|                                         | Gasthof »Zur Eiche« | Bächelweg 10 (Karte)                             | Ende 19. Jh.                        | Gasthof mit Terrasse und Nebengebäude – Putzbau mit übergiebeltem Mittelrisalit, Gurtgesims, hölzernes Nebengebäude, baugeschichtlich und ortsgeschichtlich von Bedeutung. | 09224114 |
|                                         | Schulgebäude | Bächelweg 11 (Karte)                             | lt. Erläuterungstafel 1781 (Schule) | heute Wohnhaus mit modernem Ladeneinbau, schlichter Putzbau mit Satteldach, älteste Schule Krippens, ortsgeschichtlich von Bedeutung, zweigeschossiger Putzbau. | 09224127 |
|                                         | Wohnhaus | Bächelweg 16 (Karte)                             | 1. Hälfte 19. Jh.                   | Obergeschoss Fachwerk, baugeschichtlich von Bedeutung | 09224131 |
|                                         | Wohnhaus | Bächelweg 18 (Karte)                             | lt. Auskunft 1830                   | Obergeschoss Fachwerk, baugeschichtlich von Bedeutung | 09224132 |
|                                         | Wohnhaus | Bächelweg 21 (Karte)                             | Türsturz bez. 1846                  | Obergeschoss Fachwerk, baugeschichtlich von Bedeutung, mit Sockelgeschoss. | 09224134 |
|                                         | Wohnhaus in offener Bebauung | Bächelweg 25 (Karte)                             | Ende 19. Jh.                        | Putzbau mit übergiebeltem Mittelrisalit, baugeschichtlich von Bedeutung. Putzornamentik, metallene Schmuckelemente. | 09224135 |
|                                         | Wohnhaus | Bächelweg 27 (Karte)                             | 1. Hälfte 19. Jh.                   | Obergeschoss Fachwerk, baugeschichtlich von Bedeutung | 09224141 |
|                                         | Wohnhaus in offener Bebauung | Bächelweg 29 (Karte)                             | Ende 19. Jh.                        | schlichter Putzbau, Satteldach, städtebaulich von Bedeutung, alte Fenster, Putzbänder. | 09224136 |
|                                         | Wohnhaus | Bächelweg 33 (Karte)                             | bez. 1830                           | ohne Garagenanbau, Obergeschoss Fachwerk, Korbbogentür bezeichnet, baugeschichtlich von Bedeutung. Sockelgeschoss. | 09224111 |
| Weitere Bilder                          | Wohnhaus | Bahnhof Bad Schandau 2 (Karte)                   | 1895/1900                           | Wohnhaus in offener Bebauung; Putzbau mit Eckturm und abgeplattetem Walmdach, Gurtgesims – baugeschichtlich von Bedeutung. | 09224145 |
| Weitere Bilder                          | Sachgesamtheit Eisenbahnstrecke Bad Schandau – Sebnitz – Neustadt i. Sa. mit mehreren Einzeldenkmalen                                                   | Bahnhof Bad Schandau 4a; 5; 6 (Karte)            | 1870er Jahre                        | Sachgesamtheit Eisenbahnstrecke Bad Schandau–Sebnitz–Neustadt i. Sa. mit folgenden Einzeldenkmalen: Empfangsgebäude (Nr. 5, 6) und Wohnhaus (Nr. 4a), (Ausgangspunkt der Eisenbahnstrecke, Einzeldenkmale ID-Nr. 09224147), außerdem die in den Sachgesamtheitsteildokumenten zusammengefassten Einzeldenkmale der Strecke unter folgenden ID-Nr.: 09302084 bis 09302086 (Hohnstein), 09302087 (Sebnitz, OT Altendorf), 09302088 (Sebnitz, OT Lichtenhain), 09302089 (Neustadt i. Sa., OT Krumhermsdorf), 09302090 und 09302091 (Neustadt i. Sa.), 09302092 (OT Porschdorf), 09302093 bis 09302095 ( Rathmannsdorf), 09302096 (Sebnitz, OT Hainersdorf), 09302098 (Sebnitz), 09305214 (OT Prossen), 09279061 (Sebnitz, OT Schönbach) – baugeschichtlich, eisenbahngeschichtlich und technikgeschichtlich von Bedeutung. | 09302083 |
| Weitere Bilder                          | Bahnhof Bad Schandau (Einzeldenkmale zu ID-Nr. 09302083)                                                                                                | Bahnhof Bad Schandau 4a; 5; 6 (Karte)            | 1870er Jahre                        | Einzeldenkmale der Sachgesamtheit Eisenbahnstrecke Bad Schandau–Sebnitz–Neustadt i. Sa.: Empfangsgebäude (Nr. 5, 6) und Wohnhaus (Nr. 4a) – baugeschichtlich, eisenbahngeschichtlich und technikgeschichtlich von Bedeutung. Empfangsgebäude: langgestreckter massiver Putzbau, zweigeschossig, mit gegiebeltem Mittelrisalit und zwei Seitenrisaliten, typischer Dachüberstand des Schweizerstils, Wand-Öffnung-Verhältnis intakt, größtenteils 1874–1877 entstanden. | 09224147 |
| Weitere Bilder                          | Aussichtsplatz Carolahöhe | Berghangweg (Karte)                              | 19. Jh.                             | halbrunder Aussichtsplatz mit Sandsteinmauern, Sandsteinbänken und Inschrifttafel, ortsgeschichtlich von Bedeutung. | 09224120 |
|                                         | Wohnhaus | Berghangweg 12 (Karte)                           | Mitte 19. Jh.                       | Obergeschoss Fachwerk, erhöht gelegen, baugeschichtlich von Bedeutung. | 09224124 |
|                                         | Wohnhaus | Berghangweg 13 (Karte)                           | bez. 1690                           | Obergeschoss Fachwerk, erhöht gelegen, baugeschichtlich von Bedeutung, mit Korbbogentür | 09224125 |
|                                         | Wohnhaus | Berghangweg 15 (Karte)                           | 1. Hälfte 19. Jh.                   | Obergeschoss Fachwerk, erhöht gelegen, baugeschichtlich von Bedeutung, verändert, unsaniert, Fenster im Erdgeschoss vergrößert. | 09224128 |
|                                         | Wohnhaus | Berghangweg 16 (Karte)                           | 1. Hälfte 19. Jh.                   | Obergeschoss Fachwerk, erhöht gelegen, baugeschichtlich von Bedeutung. | 09224129 |
| Weitere Bilder                          | Wohnhaus (Umgebinde) | Berghangweg 17 (Karte)                           | nach 1658                           | Obergeschoss Fachwerk, zum Teil verbrettert, baugeschichtlich von Bedeutung. | 09224126 |
| Weitere Bilder                          | Wohnhaus | Berghangweg 18 (Karte)                           | um 1800                             | Obergeschoss Fachwerk, baugeschichtlich von Bedeutung. | 09224130 |
| Weitere Bilder                          | Wohnhaus | Elbweg 9 (Karte)                                 | 1. Hälfte 19. Jh.                   | Obergeschoss Fachwerk, zum Teil verbrettert, baugeschichtlich von Bedeutung. | 09224123 |
| Weitere Bilder                          | Wohnhaus in offener Bebauung | Elbweg 10 (Karte)                                | um 1920                             | Putzbau mit übergiebeltem Mittelrisalit, feine Putzgliederung, baugeschichtlich von Bedeutung. Volutengiebel. | 09224118 |
| Weitere Bilder                          | Wohnhaus (ohne Anbau) | Elbweg 22 (Karte)                                | 1. Hälfte 19. Jh.                   | Obergeschoss Fachwerk, zum Teil verputzt, ursprünglich Ziegelei, später Gasthaus und Zollstation als Prüfstelle für die zu Tal gehende Schifffahrt, baugeschichtlich und ortsgeschichtlich von Bedeutung. | 09224144 |
| Weitere Bilder                          | Sachgesamtheit Ev. Pfarrkirche und Kirchhof Krippen mit mehreren Einzeldenkmalen sowie Kirchhof als Sachgesamtheitsteil                                 | Friedrich-Gottlob-Keller-Straße (Karte)          | 2. Hälfte 19. Jh.                   | Sachgesamtheit Ev. Pfarrkirche und Kirchhof Krippen mit folgenden Einzeldenkmalen: neoromanische Saalkirche mit Südwestturm, Kriegerdenkmal für die Gefallenen des Ersten Weltkrieges, Grabstätte F.G. Keller und Grufthaus (Einzeldenkmale ID-Nr. 09224099) sowie Kirchhof als Sachgesamtheitsteil – baugeschichtlich und ortsgeschichtlich von Bedeutung. | 09302544 |
| Weitere Bilder                          | Pfarrkirche Krippen, Kriegerdenkmal für die Gefallenen des Ersten Weltkrieges, Grabstätte F.G. Keller und Grufthaus (Einzeldenkmale zu ID-Nr. 09302544) | Friedrich-Gottlob-Keller-Straße (Karte)          | 1882                                | Einzeldenkmale der Sachgesamtheit Ev. Pfarrkirche und Kirchhof Krippen: neoromanische Saalkirche mit Südwestturm, Kriegerdenkmal für die Gefallenen des Ersten Weltkrieges, Grabstätte Friedrich Gottlob Keller und Grufthaus – baugeschichtlich und ortsgeschichtlich von Bedeutung. | 09224099 |
| Weitere Bilder                          | Zwei im Winkel stehende Villen mit Treppenanlage | Friedrich-Gottlob-Keller-Straße 1 (Karte)        | um 1880                             | Haus 1 mit spätklassizistischem Einfluss, Haus 2 vom Schweizerstil geprägt, exponierte Lage, baugeschichtlich und städtebaulich von Bedeutung. Haus 1: dreigeschossig und Sockelgeschoss, massiver Putzbau mit Dachüberstand, aufgemalte Bänder, großteils Fensterbekrönungen, gegiebelter Mittelrisalit, hier bemerkenswertes Stuck-Friesband (Geranke, Kopf, Tiere), Fenster zum Teil noch mit Galgensprossung. Haus 2: dreigeschossiges massives Gebäude mit gegiebeltem Mittelrisalit, dort zwei Balkons, 2. Obergeschoss mit Zier-Fachwerk, Dachüberstand. | 09223775 |
|                                         | Eisenbahnerwohnhaus | Friedrich-Gottlob-Keller-Straße 4; 5 (Karte)     | um 1900                             | typischer Klinkerbau mit abgeschlepptem Satteldach, eisenbahngeschichtlich von Bedeutung. | 09224089 |
| Weitere Bilder                          | Bahnhof Krippen | Friedrich-Gottlob-Keller-Straße 7 (Karte)        | um 1900                             | Empfangsgebäude mit Bahnsteigüberdachung und überdachter Abgang mit Wartehäuschen, dazu Brunnen und zwei durch Mauern mit dem Empfangsgebäude verbundene Nebengebäude – Wartehäuschen Fachwerk, Brunnen achteckiger Sandsteintrog und Handschwengelpumpe, baugeschichtlich, eisenbahngeschichtlich und ortsgeschichtlich von Bedeutung. | 09224087 |
|                                         | Wohnhaus in offener Bebauung, mit Einfriedung | Friedrich-Gottlob-Keller-Straße 8 (Karte)        | Ende 19. Jh.                        | Putzbau mit übergiebeltem Mittelrisalit, dort hohe Rundbogenfenster, baugeschichtlich von Bedeutung. | 09224090 |
|                                         | Wohnhaus in offener Bebauung mit Treppenaufgang | Friedrich-Gottlob-Keller-Straße 9 (Karte)        | um 1900                             | schlichter Putzbau mit verbrettertem Drempel, hoher Sockel aus Sandsteinquadern mit Kellerbereich, seitliche Treppen, baugeschichtlich von Bedeutung. | 09224091 |
|                                         | Wohnhaus in offener Bebauung | Friedrich-Gottlob-Keller-Straße 10 (Karte)       | um 1900                             | repräsentativer Putzbau mit flachem Satteldach, baugeschichtlich von Bedeutung. Fensterbrüstungen mit gesägten Verzierungen | 09224092 |
|                                         | Wohnhaus in offener Bebauung, Remisengebäude und Stützmauer mit Einfriedung                                                                             | Friedrich-Gottlob-Keller-Straße 11 (Karte)       | 3. Drittel 19. Jh.                  | repräsentativer Putzbau mit überhöhtem Mittelrisalit, Betonung der Fassade durch Balkon im Obergeschoss, der auf vier dorischen Säulen ruht, baugeschichtlich von Bedeutung. | 09224093 |
|                                         | Wohnhaus in offener Bebauung | Friedrich-Gottlob-Keller-Straße 16 (Karte)       | 4. Viertel 19. Jh.                  | Putzbau mit Drempelgeschoss, dort runde Lüftungsfenster, Betonung der Mitte durch Balkon, der auf vier Konsolen ruht, baugeschichtlich von Bedeutung. mit Freitreppe und Balkon | 09224095 |
|                                         | Wohnhaus über winkligem Grundriss | Friedrich-Gottlob-Keller-Straße 21 (Karte)       | bez. 1690                           | Obergeschoss Fachwerk, baugeschichtlich von Bedeutung, Alterswert. Schieferdach. | 09224096 |
|                                         | Wohnhaus | Friedrich-Gottlob-Keller-Straße 27 (Karte)       | 18. Jh.                             | Obergeschoss Fachwerk, zum Teil verbrettert, baugeschichtlich von Bedeutung, Alterswert. Fachwerk mit Andreaskreuzen. | 09224097 |
|                                         | Wohnhaus | Friedrich-Gottlob-Keller-Straße 31 (Karte)       | 1. Hälfte 19. Jh.                   | Obergeschoss Fachwerk, baugeschichtlich von Bedeutung. Schieferdach. | 09224098 |
| Weitere Bilder                          | Krippener Schule | Friedrich-Gottlob-Keller-Straße 39 (Karte)       | bez. 1906                           | mit aufwändiger Putzgliederung, baugeschichtlich und ortsgeschichtlich von Bedeutung. | 09224139 |
|                                         | Wohnhaus | Friedrich-Gottlob-Keller-Straße 48 (Karte)       | Türsturz bez. 1844                  | Obergeschoss Fachwerk, baugeschichtlich von Bedeutung. | 09224140 |
| Weitere Bilder                          | Alte Schule | Friedrich-Gottlob-Keller-Straße 50 (Karte)       | 1852                                | Putzbau auf hohem Sandsteinsockel, ortsgeschichtlich von Bedeutung. | 09224101 |
| Weitere Bilder                          | Postgebäude | Friedrich-Gottlob-Keller-Straße 56 (Karte)       | um 1900                             | Putzbau mit Putzquaderungen im Erdgeschoss, Gurtgesims, Satteldach mit Freigespärre, baugeschichtlich von Bedeutung. | 09224137 |
|                                         | Bogenbrücke über den Krippenbach | Friedrich-Gottlob-Keller-Straße 63 (bei) (Karte) | 19. Jh.                             | Sandstein, baugeschichtlich von Bedeutung. | 09224142 |
|                                         | Wohnhaus | Friedrich-Gottlob-Keller-Straße 64 (Karte)       | 1. Hälfte 19. Jh.                   | Obergeschoss Fachwerk, baugeschichtlich von Bedeutung. Biberschwanzdeckung | 09224150 |
|                                         | Ehem. Armenhaus | Friedrich-Gottlob-Keller-Straße 66 (Karte)       | Mitte 19. Jh.                       | schlichter Putzbau auf hohem Sockel, ortsgeschichtlich von Bedeutung. dreigeschossig | 09224102 |
| Weitere Bilder                          | Wohnhaus | Friedrich-Gottlob-Keller-Straße 68 (Karte)       | bez. 1792                           | Obergeschoss Fachwerk, baugeschichtlich von Bedeutung. Korbbogentür im Schlussstein bezeichnet, schöne Dachziegel. | 09224100 |
|                                         | Wohnhaus | Friedrich-Gottlob-Keller-Straße 71 (Karte)       | Mitte 19. Jh.                       | Obergeschoss Fachwerk, baugeschichtlich von Bedeutung. | 09224109 |
|                                         | Bogenbrücke über den Krippenbach | Friedrich-Gottlob-Keller-Straße 71 (bei) (Karte) | 19. Jh.                             | Sandstein, baugeschichtlich von Bedeutung | 09224148 |
|                                         | Wohnhaus in offener Bebauung | Friedrich-Gottlob-Keller-Straße 73 (Karte)       | um 1900                             | repräsentativer Putzbau mit Holzbalkon und Zierfachwerk im Giebel, Sockel in Polygonmauerwerk, baugeschichtlich von Bedeutung. | 09224108 |
| Weitere Bilder                          | Friedrich-Gottlob-Keller-Gedenkstätte | Friedrich-Gottlob-Keller-Straße 76 (Karte)       | lt. Erläuterungstafel 1867          | Ehem. Wohnhaus des Friedrich Gottlob Keller – schlichter Putzbau mit übergiebeltem Mittelrisalit, heute Museum, ortsgeschichtlich von Bedeutung. Mit Inschrift: „… Friedrich Gottlob Keller geb. 27. Juni 1816 gest. 8.9.1895“. | 09224107 |
| Weitere Bilder                          | Wohnhaus (Umgebinde) | Friedrich-Gottlob-Keller-Straße 78 (Karte)       | lt. Auskunft 1767                   | Obergeschoss Fachwerk, baugeschichtlich von Bedeutung. Wohnhaus mit Sandstein-Sockel, Obergeschoss zum Teil verbrettert, Giebel verschiefert. | 09224106 |
|                                         | Wohnhaus | Friedrich-Gottlob-Keller-Straße 79 (Karte)       | 1. Hälfte 19. Jh.                   | Obergeschoss Fachwerk, baugeschichtlich von Bedeutung | 09224149 |
|                                         | Schinkemühle | Friedrich-Gottlob-Keller-Straße 84 (Karte)       | bez. 1832, Kern älter               | Wohnmühlenhaus mit Mühlrad und Mühlgraben, dazu Felsenkeller – Wohnmühlenhaus Obergeschoss teilweise massiv, teilweise Fachchwerk verbrettert, baugeschichtlich und ortsgeschichtlich von Bedeutung. | 09224105 |
| Direkt Bild zu diesem Denkmal hochladen | Ehem. Nebenzollamt Hirschmühle | Hirschmühle 3 (Karte)                            | 1898                                | Ehem. Zollamt – heute als Wohnhaus genutzt, ausgewogen gestalteter, historisierender Bau, baugeschichtlich und ortsgeschichtlich von Bedeutung. Axial gegliederte Fassade, Sockel aus Zyklopenmauerwerk, Akzentuierung durch Giebelzier, auffällig auch die alten Fenster. | 09223727 |
|                                         | Wohnhaus | Kleinhennersdorfer Straße 2 (Karte)              | bez. 1784                           | Obergeschoss Fachwerk, baugeschichtlich von Bedeutung. | 09224104 |
|                                         | Wohnhaus in offener Bebauung | Kleinhennersdorfer Straße 7 (Karte)              | um 1900                             | zeittypischer Putzbau mit Putzgliederung und Freigespärre im Giebel, baugeschichtlich von Bedeutung. Große Dachüberstände, Holzziergiebel. | 09224103 |
|                                         | Wohnhaus in offener Bebauung | Zum Mittelhangweg 2 (Karte)                      | 1860/1880                           | Putzbau mit Walmdach, quadratischer Grundriss, Straßenseite betont durch Mittelachse mit ädikula-ähnlichem Eingangsbereich und Balkon, baugeschichtlich von Bedeutung. Mittlere Fensterachse besonders geziert, Balkon, Fensterverdachungen. | 09224121 |
|                                         | Wohnhaus in offener Bebauung, mit Einfriedung | Zum Mittelhangweg 3 (Karte)                      | um 1900                             | schlichter Putzbau mit Freigespärre an den Giebelseiten, baugeschichtlich von Bedeutung. Fenstergewände mit giebelförmigem Abschluss, Dachüberstände. | 09224119 |

## Ostrau
| Bild                                    | Bezeichnung                                                        | Lage                           | Datierung               | Beschreibung | ID       |
| --------------------------------------- | ------------------------------------------------------------------ | ------------------------------ | ----------------------- | --- | -------- |
| Direkt Bild zu diesem Denkmal hochladen | Denkmalschutzgebiet Ostrau                                         | (Karte)                        |                         | Vorschlag eines Denkmalschutzgebietes | 09300023 |
| Direkt Bild zu diesem Denkmal hochladen | Hausberghütte                                                      | (Karte)                        | 1905                    | Ehem. Sozialgebäude und Feldschmiede eines Basaltsteinbruches – ortsgeschichtlich und sozialgeschichtlich von Bedeutung, eingeschossig, Haustein, Satteldach. | 09300341 |
| Weitere Bilder                          | Bergsteiger-Denkmal Hohe Liebe                                     | (Karte)                        | 1920                    | künstlerisch und ortsgeschichtlich von Bedeutung. Auf Werksteinsockel stehendes, tischartiges Gebilde aus bossierten Sandsteinelementen, zwei Metalltafeln. 1920 als eine spezielle Art Kriegerdenkmal eingeweiht: betroffen waren etwa die Hälfte aller Mitglieder des Sächsischen Bergsteigerbundes. | 09300342 |
| Weitere Bilder                          | Wohnhaus (Umgebinde)                                               | Alter Schulweg 1 (Karte)       | Ende 18. Jh.            | Obergeschoss Fachwerk verbrettert, baugeschichtlich und sozialgeschichtlich von Bedeutung. | 09222215 |
| Direkt Bild zu diesem Denkmal hochladen | Wohnstallhaus                                                      | Alter Schulweg 3 (Karte)       | Anfang 19. Jh.          | Obergeschoss Fachwerk verbrettert, baugeschichtlich von Bedeutung. | 09222216 |
| Weitere Bilder                          | Wohnhaus (ehemals Umgebinde) und Seitengebäude                     | Alter Schulweg 4 (Karte)       | Ende 18. Jh.            | Wohnhaus Obergeschoss Fachwerk, baugeschichtlich von Bedeutung. | 09222217 |
| Weitere Bilder                          | Bauernhof mit Wohnstallhaus (Umgebinde) und Scheune mit Durchfahrt | Alter Schulweg 6 (Karte)       | bez. 1810               | Wohnstallhaus Obergeschoss Fachwerk, Scheune Fachwerk, baugeschichtlich und sozialgeschichtlich von Bedeutung. Wohnstallhaus im Schlussstein der Korbbogentür bezeichnet. | 09222219 |
| Direkt Bild zu diesem Denkmal hochladen | Wohnhaus                                                           | Alter Schulweg 8 (Karte)       | um 1800                 | Obergeschoss Fachwerk, zum Teil verbrettert, baugeschichtlich von Bedeutung. | 09222218 |
| Direkt Bild zu diesem Denkmal hochladen | Hotel Ostrauer Scheibe, ehem. Ferienheim des FDGB                  | Alter Schulweg 12 (Karte)      | bez. 1904               | Gasthaus mit Anbau und Seitengebäude – Gasthaus mit Anklängen an den Schweizer Stil, baugeschichtlich und ortsgeschichtlich von Bedeutung. | 09222212 |
| Weitere Bilder                          | Berghotel Großer Winterberg                                        | Auf dem Winterberg 1 (Karte)   | 1840–1841               | Ausflugslokal und Hotel mit Aussichtsturm Großer Winterberg, zwei Nebengebäude und Kiosk – baugeschichtlich und ortsgeschichtlich von Bedeutung. | 09222222 |
| Weitere Bilder                          | Wohnstallhaus eines Bauernhofes                                    | Dorfstraße 1 (Karte)           | Anfang 19. Jh.          | Obergeschoss Fachwerk, baugeschichtlich von Bedeutung | 09222201 |
| Direkt Bild zu diesem Denkmal hochladen | Ehemaliges Schulgebäude                                            | Dorfstraße 3 (Karte)           | um 1910                 | ortsgeschichtlich von Bedeutung | 09222220 |
| Direkt Bild zu diesem Denkmal hochladen | Wohnhaus                                                           | Dorfstraße 7 (Karte)           | um 1800                 | Obergeschoss Fachwerk, baugeschichtlich von Bedeutung | 09222213 |
| Direkt Bild zu diesem Denkmal hochladen | Wohnhaus                                                           | Dorfstraße 8 (Karte)           | um 1800, verändert      | Obergeschoss Fachwerk, baugeschichtlich von Bedeutung | 09222203 |
| Weitere Bilder                          | Wohnhaus (Umgebinde) und Seitengebäude                             | Dorfstraße 12 (Karte)          | um 1800                 | Wohnhaus Obergeschoss Fachwerk, baugeschichtlich von Bedeutung. | 09222205 |
| Direkt Bild zu diesem Denkmal hochladen | Wohnstallhaus und Wohnhaus im Winkel                               | Falkensteinstraße 3; 4 (Karte) | 3. Drittel 19. Jh.      | beide Gebäude Obergeschoss Fachwerk, baugeschichtlich von Bedeutung. | 09222202 |
| Direkt Bild zu diesem Denkmal hochladen | Wohnhaus                                                           | Heidehorn 1 (Karte)            | 1. Hälfte 19. Jh.       | Obergeschoss Fachwerk, baugeschichtlich von Bedeutung. Fachwerk verputzt, Giebel verbrettert. | 09222210 |
| Direkt Bild zu diesem Denkmal hochladen | Wohnhaus                                                           | Heidehorn 2 (Karte)            | um 1800                 | Obergeschoss Fachwerk, baugeschichtlich von Bedeutung. Fachwerk, Giebel verbrettert. | 09222206 |
| Weitere Bilder                          | Wohnhaus (Umgebinde)                                               | Heidehorn 4 (Karte)            | Ende 18. Jh., verändert | Obergeschoss Fachwerk, baugeschichtlich von Bedeutung. | 09222207 |
| Direkt Bild zu diesem Denkmal hochladen | Bogenbrücke über die Kirnitzsch                                    | Kirnitzschtalstraße (Karte)    | bez. 1850               | Bruchstein, baugeschichtlich von Bedeutung. | 08951458 |
| Direkt Bild zu diesem Denkmal hochladen | Holzhaus mit Anbau und Nebengebäude gleicher Konstruktion          | Klüftelweg 7 (Karte)           |                         | Holzhaus mit Anbau und Nebengebäude gleicher Konstruktion – baugeschichtliche Bedeutung. | 09305941 |
| Weitere Bilder                          | Berggasthaus Kuhstall                                              | Kuhstall 1 (Karte)             | 1837                    | baugeschichtlich und tourismusgeschichtlich von großer Bedeutung. Hauptgebäude: hauptsächlich zweigeschossig, im linken Teil dreigeschossig, im obersten Geschoss jeweils mit Holz verkleidet, Segmentbögen an den Erdgeschossöffnungen, Fensterläden, Heimatstil, ehemalige „offene Halle“: eingeschossig, mit Dreiecksgiebel, Fenster über die ganze Vorderfassade, weitgehend unverändert, Bestandteil der ursprünglichen Anlage. Stallgebäude: regelmäßige Sandsteinquader, Holzwände als oberer Abschluss, Vordergiebel aus Holz. | 09222211 |
| Weitere Bilder                          | Lutherdenkmal mit Luthereiche                                      | Lutherweg (Karte)              | 1859 (Denkmal)          | Büste mit Schrift in Felsnische, ortsgeschichtliche Bedeutung. Schrift: „Ein feste Burg ist unser Gott“, „Gottes Wort und Luther’s Ehr/vergehen nun und nimmer mehr“, links daneben eine (von ehemals zwei) Eiche, Platz abgestützt durch Mauer aus Sandsteinquadern. | 09304532 |
| Direkt Bild zu diesem Denkmal hochladen | Wohnhaus in offener Bebauung                                       | Niederweg 5 (Karte)            | 1908 lt. Auskunft       | Putzbau mit Zierfachwerk im Giebel, baugeschichtlich von Bedeutung | 09222251 |
| Direkt Bild zu diesem Denkmal hochladen | Wohnhaus in offener Bebauung                                       | Niederweg 6 (Karte)            | um 1906 lt. Auskunft    | Putzbau mit Zierfachwerk im Giebel, Holzveranden, baugeschichtlich von Bedeutung. | 09222250 |
| Direkt Bild zu diesem Denkmal hochladen | Villa                                                              | Niederweg 7 (Karte)            | um 1910                 | erbaut im Reformstil der Zeit um 1910, baugeschichtlich von Bedeutung. Im ursprünglichen Sinne saniert, innen schöne Holztreppe. | 09222247 |
| Direkt Bild zu diesem Denkmal hochladen | Wohnhaus in offener Bebauung                                       | Niederweg 9 (Karte)            | um 1910                 | Putzbau mit Zierfachwerk, baugeschichtlich von Bedeutung. | 09222248 |
| Direkt Bild zu diesem Denkmal hochladen | Wohnhaus in offener Bebauung                                       | Niederweg 18 (Karte)           | 1900/1905               | Putzbau mit übergiebeltem Mittelrisalit und hölzernem Verandenvorbau, baugeschichtlich von Bedeutung. | 09222245 |
| Direkt Bild zu diesem Denkmal hochladen | Haus Wartburg                                                      | Niederweg 22 (Karte)           | um 1900                 | Wohnhaus in offener Bebauung – zeittypischer Bau mit Zierfachwerk, baugeschichtlich von Bedeutung. | 09222246 |
| Direkt Bild zu diesem Denkmal hochladen | Wohnhaus in offener Bebauung                                       | Ostrauer Berg 4 (Karte)        | 1900/1905               | baugeschichtlich von Bedeutung. | 09222249 |
| Direkt Bild zu diesem Denkmal hochladen | Wohnhaus                                                           | Ostrauer Berg 9 (Karte)        | Ende 18. Jh.            | Obergeschoss Fachwerk, baugeschichtlich von Bedeutung. Fachwerk verbrettert | 09222208 |
| Direkt Bild zu diesem Denkmal hochladen | Wohnhaus in offener Bebauung                                       | Ostrauer Ring 1 (Karte)        | 1904 lt. Auskunft       | Landhausstil, baugeschichtlich von Bedeutung, steiles Satteldach, Giebel verbrettert | 09222221 |
| Direkt Bild zu diesem Denkmal hochladen | Wohnhaus in offener Bebauung                                       | Ostrauer Ring 3 (Karte)        | 1903–1904               | Holzhaus im Landhausstil, Fertighaus der Fa. Witt, Osterwieck/Harz, baugeschichtlich von Bedeutung, bleiverglaste farbige Fenster. | 09222223 |
| Direkt Bild zu diesem Denkmal hochladen | Haus Hohe Liebe                                                    | Ostrauer Ring 4 (Karte)        | 1903–1904               | Wohnhaus in offener Bebauung – Holzhaus im Landhausstil, Fertighaus der Fa. Witt, Osterwieck/Harz, baugeschichtlich von Bedeutung, bleiverglaste Fenster, im Giebel bezeichnet 1904. | 09222224 |
| Direkt Bild zu diesem Denkmal hochladen | Haus Schrammsteinblick                                             | Ostrauer Ring 5 (Karte)        | 1903–1904               | Wohnhaus in offener Bebauung – Holzhaus im Landhausstil, Fertighaus der Fa. Witt, Osterwieck/Harz, baugeschichtlich von Bedeutung, mit farbigen bleiverglasten Fenstern. | 09222225 |
| Direkt Bild zu diesem Denkmal hochladen | Wohnhaus in offener Bebauung                                       | Ostrauer Ring 6 (Karte)        | 1903–1904               | Holzhaus im Landhausstil, Fertighaus der Fa. Witt, Osterwieck/Harz, baugeschichtlich von Bedeutung. | 09222226 |
| Weitere Bilder                          | Villa Falkenstein                                                  | Ostrauer Ring 7 (Karte)        | 1903–1904               | Wohnhaus in offener Bebauung – Holzhaus im Landhausstil, Fertighaus der Fa. Witt, Osterwieck/Harz, baugeschichtlich von Bedeutung. | 09222227 |
| Weitere Bilder                          | Wohnhaus in offener Bebauung                                       | Ostrauer Ring 8 (Karte)        | 1903–1904               | Holzhaus im Landhausstil, Fertighaus der Fa. Witt, Osterwieck/Harz, baugeschichtlich von Bedeutung. | 09222228 |
| Weitere Bilder                          | Wohnhaus in offener Bebauung                                       | Ostrauer Ring 9 (Karte)        | 1903–1904               | Holzhaus im Landhausstil, Fertighaus der Fa. Witt, Osterwieck/Harz, baugeschichtlich von Bedeutung. | 09222229 |
| Weitere Bilder                          | Wohnhaus in offener Bebauung                                       | Ostrauer Ring 10 (Karte)       | 1903–1904               | Holzhaus mit Türmchen im Landhausstil, Fertighaus der Fa. Witt, Osterwieck/Harz, baugeschichtlich von Bedeutung. | 09222230 |
| Weitere Bilder                          | Wohnhaus in offener Bebauung                                       | Ostrauer Ring 11 (Karte)       | 1903–1904               | Holzhaus im Landhausstil, mit Dachreiter, Fertighaus der Fa. Witt, Osterwieck/Harz, baugeschichtlich von Bedeutung. | 09222231 |
| Weitere Bilder                          | Wohnhaus in offener Bebauung                                       | Ostrauer Ring 12 (Karte)       | 1903–1904               | Holzhaus im Landhausstil, Fertighaus der Fa. Witt, Osterwieck/Harz, baugeschichtlich von Bedeutung. | 09222232 |
| Direkt Bild zu diesem Denkmal hochladen | Hölzernes Wohnhaus                                                 | Ostrauer Ring 14 (Karte)       | 1903–1904               | Landhausstil, Fertighaus der Fa. Witt, Osterwieck/Harz, baugeschichtlich von Bedeutung. | 09222233 |
| Weitere Bilder                          | Hölzernes Wohnhaus                                                 | Ostrauer Ring 15 (Karte)       | 1903–1904               | Landhausstil, Fertighaus der Fa. Witt, Osterwieck/Harz, baugeschichtlich von Bedeutung. | 09222234 |
| Direkt Bild zu diesem Denkmal hochladen | Hölzernes Wohnhaus                                                 | Ostrauer Ring 16 (Karte)       | 1903–1904               | Landhausstil, Fertighaus der Fa. Witt, Osterwieck/Harz, baugeschichtlich von Bedeutung. | 09222235 |
| Direkt Bild zu diesem Denkmal hochladen | Hölzernes Wohnhaus                                                 | Ostrauer Ring 17 (Karte)       | 1903–1904               | Landhausstil, Fertighaus der Fa. Witt, Osterwieck/Harz, baugeschichtlich von Bedeutung. | 09222236 |
| Weitere Bilder                          | Café Berghaus                                                      | Ostrauer Ring 20 (Karte)       | um 1905                 | Gaststätte in Ecklage – mit Eckturm, aufwendige, landhausartige Holzarchitektur, baugeschichtlich und ortsgeschichtlich von Bedeutung. | 09222237 |
| Weitere Bilder                          | Hotelgebäude                                                       | Ostrauer Ring 21 (Karte)       | um 1905                 | Holz- und Massivbauweise, baugeschichtlich von Bedeutung, das Gebäude wurde mittlerweile abgerissen | 09222238 |
| Direkt Bild zu diesem Denkmal hochladen | Siedlerhaus                                                        | Ostrauer Ring 22 (Karte)       | ca. 1930                | im Heimatstil errichtet, baugeschichtlich von Bedeutung. Hochgradig ursprünglich erhalten, neue Kastenfenster, eingeschossig, tief gezogenes Satteldach mit Dachgeschoss, Giebelverkleidung, in Nachbarschaft der „Sendig-Häuser“. | 09293954 |
| Direkt Bild zu diesem Denkmal hochladen | Wohnhaus                                                           | Ostrauer Ring 35a (Karte)      | 1900/1910               | eingeschossiges Fachwerkhaus, baugeschichtlich von Bedeutung. Biberschwanzdeckung. | 09222239 |
| Weitere Bilder                          | Schrammsteinbaude                                                  | Zahnsgrund 5 (Karte)           | 1900/1905               | Pension, ehemals Erholungsheim – baugeschichtlich und ortsgeschichtlich von Bedeutung. | 09222240 |

## Porschdorf
| Bild                                    | Bezeichnung | Lage                                 | Datierung                    | Beschreibung | ID       |
| --------------------------------------- | --- | ------------------------------------ | ---------------------------- | --- | -------- |
| Direkt Bild zu diesem Denkmal hochladen | Vier Wegesteine |                                      | 19. Jh. (Wegestein)          | sandsteinerne Wegweiser, verkehrsgeschichtlich von Bedeutung. | 09224715 |
| Weitere Bilder                          | Überfallwehr und Mühlgraben an der Sebnitz | Porschdorf (Karte)                   |                              | Überfallwehr mit geteiltem Schützen und Mühlgraben (offener Erdgraben); technikgeschichtlich von Bedeutung. Mit Stand Januar 2025 ist weder ein „offener Erdgraben“ noch das Überfallwehr feststellbar.                                                                                                   | 09254339 |
|                                         | Sachgesamtheitsbestandteil der Sachgesamtheit Eisenbahnstrecke Bad Schandau – Sebnitz – Neustadt i. Sa. mit Einzeldenkmalen und die Trasse als Sachgesamtheitsteil | Am Bahnhof 58 (Karte)                | um 1900                      | Sachgesamtheitsbestandteil der Sachgesamtheit Eisenbahnstrecke Bad Schandau – Sebnitz – Neustadt i. Sa. mit folgenden Einzeldenkmalen: Empfangsgebäude mit angebauter hölzerner Wartehalle (Einzeldenkmal ID-Nr. 09224734) und die Trasse als Sachgesamtheitsteil – eisenbahngeschichtlich von Bedeutung. | 09302092 |
|                                         | Haltepunkt Porschdorf (Einzeldenkmal zu ID-Nr. 09302092) | Am Bahnhof 58 (Karte)                | um 1900                      | Einzeldenkmal der Sachgesamtheit Eisenbahnstrecke Bad Schandau – Sebnitz – Neustadt i. Sa.: Empfangsgebäude mit angebauter hölzerner Wartehalle – baugeschichtlich und eisenbahngeschichtlich von Bedeutung. Obergeschoss verbrettert, Wartehalle in der Art eines Umgebindes.                            | 09224734 |
| Direkt Bild zu diesem Denkmal hochladen | Wohnhaus | Am Plan 23 (Karte)                   | 1. Hälfte 19. Jh.            | Obergeschoss Fachwerk, Giebel verschiefert, baugeschichtlich von Bedeutung. | 09224753 |
| Direkt Bild zu diesem Denkmal hochladen | Wohnhaus | Am Plan 24 (Karte)                   | lt. Auskunft 1827            | Obergeschoss Fachwerk verbrettert, baugeschichtlich von Bedeutung | 09224752 |
| Direkt Bild zu diesem Denkmal hochladen | Wohnhaus | Am Plan 26 (Karte)                   | 1. Hälfte 19. Jh., verändert | Obergeschoss Fachwerk, baugeschichtlich von Bedeutung | 09224751 |
| Direkt Bild zu diesem Denkmal hochladen | Wohnhaus | Am Plan 28 (Karte)                   | 1. Hälfte 19. Jh.            | Obergeschoss Fachwerk, baugeschichtlich von Bedeutung | 09224749 |
| Weitere Bilder                          | Dorfkirche Porschdorf | Hauptstraße (Karte)                  | 1903–1904                    | Dorfkirche Porschdorf – kleine Saalkirche mit Viereckchor und Südturm, baugeschichtlich und ortsgeschichtlich von Bedeutung. | 09224718 |
| Direkt Bild zu diesem Denkmal hochladen | Wohnstallhaus, Scheune und Seitengebäude eines Dreiseithofes | Hauptstraße 2 (Karte)                | bez. 1838                    | Wohnstallhaus Obergeschoss Fachwerk verbrettert, Scheune Fachwerk, Seitengebäude verbrettert, baugeschichtlich und wirtschaftsgeschichtlich von Bedeutung. Wohnstallhaus in Korbbogentür bezeichnet. | 09224716 |
| Direkt Bild zu diesem Denkmal hochladen | Wohnhaus | Hauptstraße 16 (Karte)               | 1. Hälfte 19. Jh., verändert | Obergeschoss Fachwerk, baugeschichtlich von Bedeutung | 09224746 |
| Direkt Bild zu diesem Denkmal hochladen | Wohnhaus | Hauptstraße 17 (Karte)               | Mitte 19. Jh.                | Obergeschoss Fachwerk, baugeschichtlich von Bedeutung | 09224745 |
|                                         | Schule | Hauptstraße 17c (Karte)              | Ende 19. Jh.                 | Putzbau mit übergiebeltem Mittelrisalit und Inschrift über der Tür, baugeschichtlich und ortsgeschichtlich von Bedeutung. Inschrift: „Nütze die Zeit und lerne fürs Leben!“ | 09224747 |
| Direkt Bild zu diesem Denkmal hochladen | Wohnhaus | Hauptstraße 29 (Karte)               | 1. H. 19. Jh.                | Obergeschoss Fachwerk, Giebel verschiefert, baugeschichtlich von Bedeutung. | 09224728 |
|                                         | Pfarrhaus | Hauptstraße 59 (Karte)               | 1900/1910                    | Putzbau mit Schmuckfachwerk in den Giebeln, baugeschichtlich und ortsgeschichtlich von Bedeutung. | 09224717 |
| Weitere Bilder                          | Bogenbrücke über die Polenz | Hohnsteiner Straße (Karte)           | bez. 1843                    | Sandstein, Reliefplatte mit Krone, baugeschichtlich von Bedeutung. Die Bogenbrücke wurde 2024 durch einen Neubau mit Stahlbetonplatte ersetzt. Zwei Reliefplatten wurden in den Neubau integriert. | 09224733 |
| Weitere Bilder                          | Porschdorfer Mühle | Hohnsteiner Straße 19 (Karte)        | um 1900                      | Ehem. Sägemühle; Wohnmühlenhaus – Obergeschoss Fachwerk, baugeschichtlich und ortsgeschichtlich von Bedeutung. | 09224756 |
| Weitere Bilder                          | Wohnhaus (Umgebinde) | Hohnsteiner Straße 20 (Karte)        | bez. 1804, verändert         | Umgebindehaus – Obergeschoss Fachwerk, Korbbogentür im Schlussstein bezeichnet 1804, baugeschichtlich von Bedeutung. | 09224755 |
| Direkt Bild zu diesem Denkmal hochladen | Meilenstein | Hohnsteiner Straße 20b (bei) (Karte) | 19. Jh.                      | Halbmeilenstein, verkehrshistorisch von Bedeutung | 09224743 |
| Direkt Bild zu diesem Denkmal hochladen | Wohnhaus (ehemalige Gaststätte) | Hohnsteiner Straße 20c (Karte)       | 1880er Jahre                 | Putzbau mit Stockgesimsen und Figurennische, baugeschichtlich und ortsgeschichtlich von Bedeutung. | 09224748 |
|                                         | Wohnhaus | Hohnsteiner Straße 21 (Karte)        | 1. Hälfte 19. Jh.            | Obergeschoss Fachwerk, Giebel verschiefert, baugeschichtlich von Bedeutung (im Denkmaltext fälschlicherweise unter Lindenallee 21). | 09224754 |
|                                         | Frinztalmühle | Hohnsteiner Straße 54b (Karte)       | um 1900                      | Wohnhaus – ursprünglich Mühlengebäude, später Gasthaus, Putzbau mit Holzziergiebeln und verglasten Holzbalkons, baugeschichtlich von Bedeutung. | 09224732 |
| Direkt Bild zu diesem Denkmal hochladen | Wohnhaus in offener Bebauung | Neuporschdorfer Straße 61 (Karte)    | um 1900                      | zeittypischer Putzbau mit Schmuckfachwerk im Giebel, baugeschichtlich von Bedeutung. | 09224710 |
| Direkt Bild zu diesem Denkmal hochladen | Wohnhaus in offener Bebauung | Neuporschdorfer Straße 62 (Karte)    | um 1900                      | zeittypischer Putzbau mit Holzziergiebel und Stuck, baugeschichtlich von Bedeutung | 09224704 |
| Direkt Bild zu diesem Denkmal hochladen | Wohnhaus in offener Bebauung | Neuporschdorfer Straße 63 (Karte)    | um 1900                      | Putzbau mit hölzernen Anbauten, baugeschichtlich von Bedeutung. | 09224711 |
| Direkt Bild zu diesem Denkmal hochladen | Wohnhaus in offener Bebauung, mit Einfriedung | Neuporschdorfer Straße 64 (Karte)    | um 1900                      | zeittypischer Putzbau, baugeschichtlich von Bedeutung | 09224713 |
| Direkt Bild zu diesem Denkmal hochladen | Wohnhaus | Neuporschdorfer Straße 64g (Karte)   | 1920er Jahre                 | eingeschossiges Holzhaus von recht gutem Dokumentationswert, Giebel verschiefert, spitzes Satteldach mit Schieferdeckung, baugeschichtlich von Bedeutung. | 08975864 |
| Direkt Bild zu diesem Denkmal hochladen | Wohnhaus in offener Bebauung, mit Einfriedung | Neuporschdorfer Straße 65 (Karte)    | um 1900                      | Putzbau mit übergiebeltem Mittelrisalit, Walmdach, baugeschichtlich von Bedeutung. Reste der Pilastergliederung, schmiedeeiserne Treppengeländer, ein Farbglasfenster. | 09224712 |
| Direkt Bild zu diesem Denkmal hochladen | Wohnstallhaus, Auszugshaus und hölzernes Seitengebäude eines Dreiseithofes                                                                                         | Niederdorf 7 (Karte)                 | bez. 1815                    | Wohnstallhaus Obergeschoss Fachwerk verbrettert, Auszugshaus Obergeschoss Fachwerk, hölzernes Seitengebäude, baugeschichtlich und wirtschaftsgeschichtlich von Bedeutung. Wohnstallhaus in Korbbogentür bezeichnet.                                                                                       | 09224731 |
| Direkt Bild zu diesem Denkmal hochladen | Wohnstallhaus und Scheune eines Bauernhofes | Niederdorf 8; 9 (Karte)              | um 1800                      | Wohnstallhaus (Nr. 8) und Scheune (Nr. 9) eines Bauernhofes, dazu Reste der Pflasterung – Wohnstallhaus Obergeschoss Fachwerk, Scheune verbrettert, baugeschichtlich und wirtschaftsgeschichtlich von Bedeutung.                                                                                          | 09224730 |
| Direkt Bild zu diesem Denkmal hochladen | Wohnhaus | Niederdorf 12 (Karte)                | um 1800                      | Obergeschoss Fachwerk, Giebel verbrettert, baugeschichtlich von Bedeutung. | 09224729 |
| Weitere Bilder                          | Steinkreuz | Ringweg 32 (bei) (Karte)             | vor 1700                     | ortsgeschichtlich von Bedeutung, spätmittelalterliches Weg- oder Sühnekreuz (Sandstein) in der Form eines Malteserkreuzes. | 09224759 |
| Direkt Bild zu diesem Denkmal hochladen | Wohnstallhaus eines Bauernhofes | Ringweg 33 (Karte)                   | um 1800                      | Obergeschoss Fachwerk verbrettert, baugeschichtlich von Bedeutung | 09224719 |
| Direkt Bild zu diesem Denkmal hochladen | Wohnstallhaus | Ringweg 34 (Karte)                   | um 1800                      | Obergeschoss Fachwerk zum Teil verputzt, zum Teil verbrettert, baugeschichtlich von Bedeutung. | 09224723 |
| Direkt Bild zu diesem Denkmal hochladen | Wohnstallhaus und Scheune eines Hakenhofes | Ringweg 35 (Karte)                   | bez. 1849                    | Wohnstallhaus Obergeschoss Fachwerk, Scheune verbrettert, baugeschichtlich und wirtschaftsgeschichtlich von Bedeutung. Wohnstallhaus im Türsturz bezeichnet. | 09224724 |
| Direkt Bild zu diesem Denkmal hochladen | Wohnstallhaus | Ringweg 37 (Karte)                   | 1. Hälfte 19. Jh.            | Obergeschoss Fachwerk, baugeschichtliche Bedeutung | 09224725 |
| Direkt Bild zu diesem Denkmal hochladen | Wohnstallhaus | Ringweg 38 (Karte)                   | Ende 18. Jh.                 | Obergeschoss Fachwerk verbrettert, zwei Korbbogentüren mit Schlussstein, baugeschichtlich von Bedeutung. | 09224726 |
| Direkt Bild zu diesem Denkmal hochladen | Wohnstallhaus | Ringweg 39 (Karte)                   | 1. Hälfte 19. Jh.            | Obergeschoss zum Teil Fachwerk verbrettert, baugeschichtlich von Bedeutung. | 09224727 |
| Direkt Bild zu diesem Denkmal hochladen | Wohnhaus | Ringweg 42 (Karte)                   | Anfang 19. Jh.               | Obergeschoss Fachwerk, zum Teil verbrettert, Giebel verschiefert, baugeschichtlich von Bedeutung. | 09224721 |
| Direkt Bild zu diesem Denkmal hochladen | Wohnhaus | Ringweg 44 (Karte)                   | bez. 1815                    | Obergeschoss Fachwerk verbrettert, Giebel verschiefert, in der Fassade bezeichnet, baugeschichtlich von Bedeutung. | 09224720 |
| Direkt Bild zu diesem Denkmal hochladen | Wohnstallhaus | Ringweg 48 (Karte)                   | bez. 1831                    | Obergeschoss Fachwerk, zum Teil verbrettert, Giebel verschiefert, Korbbogentür bezeichnet, baugeschichtlich von Bedeutung. | 09224722 |
| Direkt Bild zu diesem Denkmal hochladen | Wohnhaus | Ringweg 49 (Karte)                   | 2. Hälfte 19. Jh.            | Putzbau mit Drempel und Satteldach, hölzernes Eingangshäuschen, baugeschichtlich von Bedeutung. | 08975863 |

## Postelwitz
| Bild                                    | Bezeichnung                         | Lage                  | Datierung                          | Beschreibung | ID       |
| --------------------------------------- | ----------------------------------- | --------------------- | ---------------------------------- | --- | -------- |
|                                         | Denkmalschutzgebiet Postelwitz      | (Karte)               |                                    | Vorschlag eines Denkmalschutzgebietes | 09300007 |
|                                         | Wohnhaus                            | Buchentilke 4 (Karte) | Mitte 19. Jh.                      | Obergeschoss Fachwerk, baugeschichtlich von Bedeutung | 09222264 |
|                                         | Wohnhaus                            | Buchentilke 6 (Karte) | 1848 lt. Auskunft                  | Obergeschoss Fachwerk, baugeschichtlich von Bedeutung | 09222263 |
| Weitere Bilder                          | Gierseilfähre Postelwitz–Krippen    | Elbufer (Karte)       | 1929                               | Gierseilfähre – älteste erhaltene Fähre dieses Typs in Sachsen, somit von singulärer und besonderer technikgeschichtlicher Bedeutung, darüber hinaus mit hohem Erlebnis- und Erinnerungswert. Personenfähre, im Jahre 1929 erbaut, bis 1998 in Dienst, dann lange Zeit im Prossener Hafen ankernd, Ausbesserungsarbeiten durch Schifferverein Postelwitz e. V. auf der Werft in Bad Schandau, seit dem 25. Juni 2005 am jetzigen Standort (gegenüber Elbufer 75 in Bad Schandau, OT Postelwitz), ältere Fährboote sind nicht bekannt. | 09223287 |
|                                         | Wohnhaus in offener Bebauung        | Elbufer 1 (Karte)     | 3. Viertel 19. Jh.                 | Putzbau mit Holzloggia, baugeschichtlich von Bedeutung | 09222305 |
|                                         | Wohnhaus in offener Bebauung        | Elbufer 3 (Karte)     | 4. Viertel 19. Jh.                 | gründerzeitliche Fassade, baugeschichtlich von Bedeutung | 09222306 |
|                                         | Wohnhaus (ehem. Umgebinde)          | Elbufer 9 (Karte)     | 18. Jh.                            | Obergeschoss Fachwerk, baugeschichtlich von Bedeutung | 09222300 |
| Weitere Bilder                          | Wohnhaus (Umgebinde) mit Laubengang | Elbufer 11 (Karte)    | um 1745 lt. neuer Tafel            | Obergeschoss Fachwerk, baugeschichtlich von Bedeutung | 09222299 |
|                                         | Wohnhaus                            | Elbufer 13 (Karte)    | Anfang 19. Jh.                     | Obergeschoss Fachwerk, baugeschichtlich von Bedeutung | 09222298 |
|                                         | Wohnhaus                            | Elbufer 14 (Karte)    | Anfang 18. Jh.                     | ohne elbseitigen An- und Umbau, Obergeschoss Fachwerk, giebelständig, baugeschichtlich von Bedeutung, teilweise sehr altes Fachwerk. | 09222308 |
|                                         | Wohnhaus                            | Elbufer 15 (Karte)    | um 1800                            | Obergeschoss Fachwerk, giebelständig, baugeschichtlich von Bedeutung | 09222297 |
|                                         | Wohnhaus in offener Bebauung        | Elbufer 18 (Karte)    | 4. Viertel 19. Jh.                 | Putzbau, baugeschichtlich von Bedeutung, ortsbildprägende Lage an der Elbe. | 09222309 |
|                                         | Wohnhaus                            | Elbufer 19 (Karte)    | Kernbau 17. Jh., verändert         | Obergeschoss Fachwerk (Andreaskreuze), baugeschichtlich von Bedeutung | 09222295 |
|                                         | Wohnhaus                            | Elbufer 22 (Karte)    | um 1800                            | Obergeschoss Fachwerk, baugeschichtlich von Bedeutung, ortsbildprägende Lage an der Elbe. | 09222296 |
|                                         | Gasthaus                            | Elbufer 25 (Karte)    | Vorbau um 1900, Hauptgebäude älter | mit hölzernem Speisesaal-Vorbau, baugeschichtlich und ortsgeschichtlich von Bedeutung | 09222294 |
|                                         | Wohnhaus in offener Bebauung        | Elbufer 27 (Karte)    | 2. Hälfte 19. Jh.                  | Putzbau, baugeschichtlich von Bedeutung, ortsbildprägende Lage an der Elbe. | 09222293 |
|                                         | Wohnhaus                            | Elbufer 37 (Karte)    | um 1800                            | Obergeschoss Fachwerk, baugeschichtlich von Bedeutung, ortsbildprägende Lage an der Elbe | 09222290 |
|                                         | Wohnhaus                            | Elbufer 41 (Karte)    | um 1800                            | Obergeschoss Fachwerk, baugeschichtlich von Bedeutung, ortsbildprägende Lage an der Elbe. | 09222289 |
|                                         | Wohnhaus                            | Elbufer 43 (Karte)    | 17. Jh.                            | Obergeschoss Fachwerk, baugeschichtlich von Bedeutung, ortsbildprägende Lage an der Elbe. | 09222288 |
|                                         | Wohnhaus                            | Elbufer 45 (Karte)    | um 1700, verändert                 | Obergeschoss Fachwerk (Andreaskreuze), baugeschichtlich von Bedeutung, ortsbildprägende Lage an der Elbe. | 09222287 |
| Weitere Bilder                          | Wohnhaus (Umgebinde)                | Elbufer 47 (Karte)    | 17. Jh.                            | Obergeschoss Fachwerk, giebelständig, baugeschichtlich und sozialgeschichtlich von Bedeutung, ortsbildprägende Lage an der Elbe. | 09222286 |
| Weitere Bilder                          | Wohnhaus (Umgebinde)                | Elbufer 49 (Karte)    | 1610 lt. neuer Tafel               | Obergeschoss Fachwerk (Andreaskreuze), baugeschichtlich und sozialgeschichtlich von Bedeutung, ortsbildprägende Lage an der Elbe. | 09222285 |
| Weitere Bilder                          | Wohnhaus (Umgebinde)                | Elbufer 51 (Karte)    | Ende 17. Jh.                       | Obergeschoss Fachwerk, baugeschichtlich und sozialgeschichtlich von Bedeutung, ortsbildprägende Lage an der Elbe. | 09222284 |
| Weitere Bilder                          | Sieben-Brüder-Haus                  | Elbufer 57 (Karte)    | 17. Jh., überformt                 | Obergeschoss Fachwerk verputzt, giebelständig, baugeschichtlich und ortsgeschichtlich von Bedeutung. | 09222283 |
| Weitere Bilder                          | Sieben-Brüder-Haus                  | Elbufer 59 (Karte)    | 17. Jh.                            | Obergeschoss Fachwerk (Andreaskreuze), giebelständig, baugeschichtlich und ortsgeschichtlich von Bedeutung, ortsbildprägende Lage an der Elbe | 09222282 |
| Weitere Bilder                          | Sieben-Brüder-Haus                  | Elbufer 61 (Karte)    | bez. 1635                          | Obergeschoss Fachwerk (Andreaskreuze), giebelständig, baugeschichtlich und ortsgeschichtlich von Bedeutung, ortsbildprägende Lage an der Elbe. | 09222281 |
| Weitere Bilder                          | Sieben-Brüder-Haus                  | Elbufer 63 (Karte)    | 17. Jh.                            | Obergeschoss Fachwerk, giebelständig, baugeschichtlich und ortsgeschichtlich von Bedeutung, ortsbildprägende Lage an der Elbe. | 09222280 |
| Weitere Bilder                          | Sieben-Brüder-Haus                  | Elbufer 65 (Karte)    | 17. Jh.                            | Obergeschoss Fachwerk (Andreaskreuze), giebelständig, baugeschichtlich und ortsgeschichtlich von Bedeutung, ortsbildprägende Lage an der Elbe. | 09222279 |
| Weitere Bilder                          | Sieben-Brüder-Haus                  | Elbufer 67 (Karte)    | 17. Jh.                            | Obergeschoss Fachwerk, giebelständig, baugeschichtlich und ortsgeschichtlich von Bedeutung, ortsbildprägende Lage an der Elbe | 09222278 |
| Weitere Bilder                          | Sog. Elternhaus                     | Elbufer 69 (Karte)    | bez. 1791                          | Wohnhaus – Obergeschoss Fachwerk, baugeschichtlich und ortsgeschichtlich von Bedeutung, ortsbildprägende Lage an der Elbe, im Schlussstein der Korbbogentür bezeichnet. | 09222276 |
|                                         | Wohnhaus in offener Bebauung        | Elbufer 81 (Karte)    | um 1905, verändert                 | mit Zierfachwerk und Holzanbauten, baugeschichtlich von Bedeutung | 09222267 |
|                                         | Wohnhaus und Hinterhaus             | Elbufer 85 (Karte)    | 1. Hälfte 19. Jh.                  | Wohnhaus Obergeschoss Fachwerk, baugeschichtlich von Bedeutung | 09222274 |
|                                         | Wohnhaus                            | Elbufer 87 (Karte)    | um 1800, verändert                 | Obergeschoss Fachwerk, baugeschichtlich von Bedeutung | 09222273 |
|                                         | Wohnhaus                            | Elbufer 89 (Karte)    | Anfang 19. Jh., verändert          | Obergeschoss Fachwerk, baugeschichtlich von Bedeutung | 09222269 |
|                                         | Wohnhaus in offener Bebauung        | Elbufer 91 (Karte)    | 2. Hälfte 19. Jh.                  | Wohnhaus in offener Bebauung und Stützmauer – baugeschichtlich von Bedeutung | 09222268 |
|                                         | Wohnhaus in offener Bebauung        | Elbufer 97 (Karte)    | um 1920                            | Wohnhaus in offener Bebauung und Einfriedung – im Heimatstil mit Holzanbauten und Fachwerk errichtet, baugeschichtlich von Bedeutung, ortsbildprägende Lage an der Elbe. | 09222254 |
|                                         | Wohnhaus                            | Kirschleite 3 (Karte) | 1860er Jahre lt. Auskunft          | Obergeschoss Fachwerk, baugeschichtlich von Bedeutung | 09222270 |
|                                         | Wohnhaus                            | Kirschleite 5 (Karte) | 1. Hälfte 19. Jh.                  | Obergeschoss Fachwerk, baugeschichtlich von Bedeutung | 09222272 |
|                                         | Wohnhaus                            | Kirschleite 6 (Karte) | bez. 1838                          | Obergeschoss Fachwerk, baugeschichtlich von Bedeutung Korbbogentür bezeichnet | 09222271 |
|                                         | Grenzstein                          | Wolfsgraben (Karte)   | 19. Jh.                            | ortsgeschichtlich von Bedeutung | 09222303 |
| Direkt Bild zu diesem Denkmal hochladen | Wohnhaus                            | Wolfsgraben 3 (Karte) | um 1800                            | Obergeschoss Fachwerk, baugeschichtlich von Bedeutung | 09222302 |
| Weitere Bilder                          | Wohnhaus (Umgebinde)                | Wolfsgraben 5 (Karte) | Ende 18. Jh.                       | Obergeschoss Fachwerk, baugeschichtlich von Bedeutung | 09222301 |
|                                         | Wegestein                           | Zahnsberg (Karte)     | 19. Jh.                            | verkehrsgeschichtlich von Bedeutung. Sandstein, schmale Säule, ca. 2 m hoch, Schriftspiegel farblich untersetzt, spitzzulaufender kreuzgewölbeförmiger Abschluss, Inschriften: „Nach Schmilka 1 St., nach Postelwitz und Schandau 1/2 St.“ sowie „Weg in den königlichen Wald“, wahrscheinlich erste Hälfte 19. Jh. | 09222304 |

## Prossen
| Bild                                    | Bezeichnung | Lage                          | Datierung              | Beschreibung | ID       |
| --------------------------------------- | --- | ----------------------------- | ---------------------- | --- | -------- |
| Direkt Bild zu diesem Denkmal hochladen | Sachgesamtheitsbestandteil der Sachgesamtheit Eisenbahnstrecke Bad Schandau – Sebnitz – Neustadt i. Sa: Bahntrasse Streckenabschnitt Prossen | (Karte)                       | um 1900                | Sachgesamtheitsbestandteil der Sachgesamtheit Eisenbahnstrecke Bad Schandau – Sebnitz – Neustadt i. Sa: Streckenabschnitt Prossen (ohne Einzeldenkmale), Bahntrasse als Sachgesamtheitsteil (siehe Sachgesamtheit ID-Nr. 09302083) – eisenbahngeschichtlich und technikgeschichtlich von Bedeutung. | 09305214 |
| Direkt Bild zu diesem Denkmal hochladen | Wohnhaus mit Stützmauer | Bergstraße 24 (Karte)         | 1. Hälfte 19. Jh.      | Obergeschoss Fachwerk, baugeschichtlich von Bedeutung | 09224318 |
| Direkt Bild zu diesem Denkmal hochladen | Wohnhaus | Gründelweg 1 (Karte)          | lt. Auskunft 1835      | Obergeschoss Fachwerk, zum Teil verbrettert, baugeschichtlich von Bedeutung | 09224319 |
| Direkt Bild zu diesem Denkmal hochladen | Wohnhaus (Umgebinde) | Gründelweg 6 (Karte)          | um 1800                | Obergeschoss Fachwerk, zum Teil verbrettert, baugeschichtlich von Bedeutung | 09224321 |
| Direkt Bild zu diesem Denkmal hochladen | Wohnhaus und Nebengebäude | Gründelweg 8 (Karte)          | 1. Hälfte 19. Jh.      | Wohnhaus Obergeschoss Fachwerk, jüngeres Nebengebäude, baugeschichtlich von Bedeutung | 09224322 |
| Direkt Bild zu diesem Denkmal hochladen | Gärtnergut | Gründelweg 14b (Karte)        | bez. 1778              | Auszugshaus eines ehemaligen Gehöfts – Obergeschoss Fachwerk, hoher Dokumentationswert, baugeschichtlich und sozialgeschichtlich von Bedeutung. | 09224323 |
| Weitere Bilder                          | Sachgesamtheit Rittergut Prossen mit mehreren Einzeldenkmalen und Sachgesamtheitsteilen sowie Pflasterfläche                                 | Gründelweg 15; 16; 17 (Karte) | 18./19. Jh.            | Sachgesamtheit Rittergut Prossen mit folgenden Einzeldenkmalen: Herrenhaus (Nr. 15), Gesindehaus (Nr. 17), Gartenpavillon, Einfriedungsmauer und Steinbank im Park (Einzeldenkmal ID-Nr. 09224320) sowie Gutspark und Obstwiese(Gartendenkmal) und folgenden Sachgesamtheitsteilen: Wirtschaftshof mit östlichen (ohne Nr.) und westlichen (Nr. 16) Wirtschaftsgebäuden sowie Pflasterfläche aus Flusskiesel auf Flurstück 98/1 – Herrenhaus verputzter Bruchsteinbau mit Walmdach, an der Westseite starke Stützpfeiler, Gliederung der Fassade durch Gesimse und Lisenen, Stuckdecken im Innern, baugeschichtlich und ortsgeschichtlich sowie landschaftsgestaltend von Bedeutung. | 09304447 |
| Weitere Bilder                          | Herrenhaus und Gesindehaus sowie Gartenpavillon (Einzeldenkmale zu ID-Nr. 09304447)                                                          | Gründelweg 15; 17 (Karte)     | 1. Hälfte 18. Jh.      | Einzeldenkmale der Sachgesamtheit Rittergut Prossen: Herrenhaus (Nr. 15) und Gesindehaus (Nr. 17) sowie Gartenpavillon, Terrassierung mit Stütz- und Einfriedungsmauern und Steinbank im Park – Herrenhaus verputzter Bruchsteinbau mit Walmdach, an der Westseite starke Stützpfeiler, Gliederung der Fassade durch Gesimse und Lisenen, Stuckdecken im Innern, baugeschichtlich und ortsgeschichtlich von Bedeutung. | 09224320 |
|                                         | Ehem. Röslersche Papierfabrik | Hohnsteiner Straße 23 (Karte) | um 1870 (Hauptgebäude) | Mühlenkomplex mit Fachwerk-Gebäude, Verbindungsbau und Mühlengebäude mit Anbau (Turbinenraum) einschließlich wassertechnischer Anlage (Überfallwehr mit Sandsteinfassung, Mühlgraben, Untergraben in Sandsteinquader gesetzt und zum Teil überwölbt) und früherem Transformatorenhaus sowie Schornstein des Heizhauses – baugeschichtlich, ortsgeschichtlich und ortsbildprägend von Bedeutung. | 09224231 |
|                                         | Wehrbereichsbekleidungsamt VII | Talstraße 28; 28a (Karte)     | um 1940                | Zwei Kasernengebäude: ein Gebäude Putzbau über unregelmäßigem Grundriss mit überhöhtem Mittelteil, Satteldach mit drei langen Dachhechten, das andere Gebäude Putzbau mit Satteldach und zwei langen Dachhechten – baugeschichtlich und ortsgeschichtlich von Bedeutung. | 09224324 |

## Schmilka
| Bild                                    | Bezeichnung                          | Lage                 | Datierung           | Beschreibung | ID       |
| --------------------------------------- | ------------------------------------ | -------------------- | ------------------- | --- | -------- |
| Direkt Bild zu diesem Denkmal hochladen | Denkmalschutzgebiet Schmilka         | (Schmilka) (Karte)   |                     | Denkmalschutzgebiet Schmilka | 09300024 |
| Direkt Bild zu diesem Denkmal hochladen | Hotelgebäude in offener Bebauung     | Schmilka 10 (Karte)  | 1905/1910           | ohne Speisesaalanbau, ortsgeschichtlich von Bedeutung. | 09222323 |
| Weitere Bilder                          | Ehemalige Flößerei                   | Schmilka 18 (Karte)  | 19. Jh.             | langgestrecktes Wirtschaftsgebäude, heute Wohnhaus, ortsgeschichtlich von Bedeutung. | 09222322 |
|                                         | Wohnhaus                             | Schmilka 19 (Karte)  | bez. 1859           | würfelförmiger Bau mit schöner Fassadengliederung, baugeschichtlich von Bedeutung. Würfelförmiger Bau mit schöner Fassadengliederung, Reste der originalen Ausstattung.                                                                                  | 09222321 |
| Weitere Bilder                          | Wohnhaus                             | Schmilka 21 (Karte)  | bez. 1924           | mehrgliedriger Putzbau mit Mansardwalmdach, Fassade mit unterschiedlichen Fensterformen, baugeschichtlich und straßenbildprägend von Bedeutung. | 09222319 |
| Weitere Bilder                          | Wohnhaus (mit Gaststätte) in Ecklage | Schmilka 23 (Karte)  | 1900/1910           | ohne hinteren Anbau, baugeschichtlich und straßenbildprägend von Bedeutung. | 09222311 |
| Weitere Bilder                          | Grenzkontrollpunkt Schmilka          | Schmilka 24 (Karte)  | 1890er Jahre        | Dienstgebäude der Grenzschutzstelle – baugeschichtlich und ortsgeschichtlich von Bedeutung. | 09222310 |
| Direkt Bild zu diesem Denkmal hochladen | Wohnhaus in offener Bebauung         | Schmilka 26b (Karte) | Kernbau 18. Jh.     | baugeschichtlich von Bedeutung | 09222312 |
| Weitere Bilder                          | Wohnhaus (Umgebinde)                 | Schmilka 29 (Karte)  | Kernbau 17. Jh.     | Obergeschoss Fachwerk, zum Teil die Straße überbauend, baugeschichtlich und straßenbildprägend von Bedeutung. Fachwerk zum Teil verputzt, mit Andreaskreuzen, Giebel verbrettert, Umgebinde teilweise erneuert.                                          | 09222313 |
|                                         | Wohnhaus                             | Schmilka 32 (Karte)  | Kernbau 18./19. Jh. | Obergeschoss Fachwerk verbrettert, baugeschichtlich von Bedeutung. | 09222314 |
|                                         | Wohnhaus                             | Schmilka 33 (Karte)  | um 1800             | Obergeschoss Fachwerk verbrettert, baugeschichtlich von Bedeutung | 09222315 |
| Weitere Bilder                          | Schmilksche Mühle                    | Schmilka 36 (Karte)  | bez. 1665           | Mühlenkomplex mit mehreren Gebäudeteilen (das Wohnhaus ehem. mit Gaststätte), z. T. die Straße überbauend – baugeschichtlich, ortsgeschichtlich und straßenbildprägend von Bedeutung. In der 2. Hälfte des 19. Jh. verändert, in der Fassade bezeichnet. | 09222316 |
| Weitere Bilder                          | Wohnhaus (Umgebinde)                 | Schmilka 38 (Karte)  | um 1800             | Obergeschoss Fachwerk, baugeschichtlich von Bedeutung | 09222320 |
|                                         | Ehem. Forsthaus in Hanglage          | Schmilka 54 (Karte)  | 1913 lt. Auskunft   | Einflüsse von Reform- und Heimatstil, baugeschichtlich, ortsgeschichtlich und städtebaulich von Bedeutung. | 09222318 |
| Direkt Bild zu diesem Denkmal hochladen | Wohnhaus in Hanglage                 | Schmilka 57 (Karte)  | um 1800             | Obergeschoss Fachwerk, baugeschichtlich von Bedeutung | 09222317 |

## Waltersdorf
| Bild                                    | Bezeichnung                                                            | Lage                            | Datierung                           | Beschreibung | ID       |
| --------------------------------------- | ---------------------------------------------------------------------- | ------------------------------- | ----------------------------------- | --- | -------- |
| Weitere Bilder                          | Rest einer Triangulationssäule                                         | (Karte)                         | 1865 (Triangulationssäule)          | Station der Königlich-Sächsischen Triangulation, Netz 2. Ordnung, wissenschaftlich und technikgeschichtlich von Bedeutung. | 09305060 |
| Weitere Bilder                          | Wettin-Obelisk auf dem Lilienstein                                     | (Karte)                         | 1889                                | Denkmal mit Einfriedung – sandsteinerner Obelisk auf Postament, mit Inschrift, zur Erinnerung an die 800jährige Jubelfeier des Hauses Wettin, geschichtlich von Bedeutung. Inschrift: „Denksäule 16 m hoch, errichtet vom Gebirgsverein für die Sächsisch-Böhmische Schweiz 1889/ PROVIDENTIAE MEMOR/ Zur Erinnerung an die Jubelfeier der 800-jährigen Regierung des Hauses Wettin 19. Juni 1889/ 1089/1889“, mit Königskrone. | 09224706 |
| Direkt Bild zu diesem Denkmal hochladen | Bogenbrücke über die Polenz                                            | (Karte)                         | bez. 1898                           | Sandstein, baugeschichtlich und landschaftsgestaltend von Bedeutung. | 09224709 |
| Weitere Bilder                          | Lastenaufzug der Königlich-Sächsischen Schifffahrtsgesellschaft Übigau | (Karte)                         | 1923–1924                           | Lastenaufzug einer Schifffahrtsgesellschaft – technikgeschichtlich von Bedeutung. | 09224705 |
| Weitere Bilder                          | Sachgesamtheit Waldfriedhof am Lilienstein                             | (Karte)                         | vermutl. 1950er Jahre               | Sachgesamtheit Waldfriedhof am Lilienstein mit einer Gedenktafel für die Opfer des Faschismus und einer hölzernen Einfriedung (Sachgesamtheitsteile) – geschichtliche Bedeutung. Unweit der Anlage befand sich seit 1944 ein Lager für Kriegsgefangene, welche beim Bau der U-Verlagerung Schwalbe II eingesetzt wurden. Nach Kriegsende wurde das Lager von Vertriebenen Sudetendeutschen bewohnt. Über 100 von ihnen starben an Krankheiten und Erschöpfung. Sie wurden auf dem Waldfriedhof bestattet. Die Anlage wurde 2015/16 umgestaltet. Dabei wurde ein Gedenkkreuz installiert. | 09305808 |
| Direkt Bild zu diesem Denkmal hochladen | Wohnhaus                                                               | Gründelweg 30 (Karte)           | 18. Jh.                             | Obergeschoss Fachwerk zum Teil verbrettert, Andreaskreuze, baugeschichtlich von Bedeutung. | 09224758 |
| Direkt Bild zu diesem Denkmal hochladen | Wohnhaus                                                               | Gründelweg 31 (Karte)           | bez. 1787                           | Obergeschoss Fachwerk, baugeschichtlich von Bedeutung. Wohnhaus in Korbbogentür bezeichnet. | 09224757 |
|                                         | Wohnstallhaus, Seitengebäude und Scheune eines Bauernhofes             | Liliensteinstraße 3 (Karte)     | bez. 1798                           | Wohnstallhaus, Seitengebäude und Scheune eines Bauernhofes sowie Teich vor dem Hof – Wohnstallhaus Obergeschoss Fachwerk, Scheune und Seitengebäude verbrettert, baugeschichtlich und wirtschaftsgeschichtlich von Bedeutung. Wohnstallhaus: drei Korbbogentüren, eine im Schlussstein bezeichnet. | 09224739 |
| Direkt Bild zu diesem Denkmal hochladen | Wohnstallhaus, Seitengebäude und Scheune eines Bauernhofes             | Liliensteinstraße 4 (Karte)     | um 1800                             | Wohnstallhaus Obergeschoss Fachwerk, zum Teil verputzt, Scheune und Seitengebäude verbrettert, baugeschichtlich und wirtschaftsgeschichtlich von Bedeutung. | 09224741 |
| Direkt Bild zu diesem Denkmal hochladen | Wohnhaus (Umgebinde) und Scheune eines Bauernhofes                     | Liliensteinstraße 5 (Karte)     | 18. Jh.                             | Wohnhaus Obergeschoss Fachwerk verbrettert, baugeschichtlich von Bedeutung. | 09224742 |
| Direkt Bild zu diesem Denkmal hochladen | Wohnstallhaus und Seitengebäude                                        | Liliensteinstraße 10 (Karte)    | um 1800                             | Wohnstallhaus Obergeschoss Fachwerk, baugeschichtlich von Bedeutung | 09224740 |
| Direkt Bild zu diesem Denkmal hochladen | Wohnstallhaus und Auszugshaus eines Dreiseithofes                      | Liliensteinstraße 14 (Karte)    | bez. 1828                           | beide Gebäude Obergeschoss Fachwerk verbrettert, baugeschichtlich und sozialgeschichtlich von Bedeutung. Wohnstallhaus bezeichnet 1828 in Korbbogentür. | 09224699 |
| Direkt Bild zu diesem Denkmal hochladen | Gasthof Waltersdorf                                                    | Liliensteinstraße 22 (Karte)    | 1. Hälfte 19. Jh.                   | Obergeschoss Fachwerk, baugeschichtlich und ortsgeschichtlich von Bedeutung. | 09224702 |
| Direkt Bild zu diesem Denkmal hochladen | Wohnhaus                                                               | Liliensteinstraße 24 (Karte)    | Mitte 19. Jh.                       | Obergeschoss Fachwerk, baugeschichtlich von Bedeutung | 09224701 |
| Direkt Bild zu diesem Denkmal hochladen | Wohnstallhaus eines ehemaligen Bauernhofes                             | Liliensteinstraße 26 (Karte)    | 1. Hälfte 19. Jh.                   | Obergeschoss Fachwerk, baugeschichtlich von Bedeutung | 09224744 |
| Direkt Bild zu diesem Denkmal hochladen | Wohnstallhaus eines ehemaligen Bauernhofes                             | Neuer Weg 15 (Karte)            | bez. 1841, wohl älter, Kern um 1700 | Obergeschoss Fachwerk, zum Teil verputzt, in Korbbogentür bezeichnet, baugeschichtlich von Bedeutung. Kopfband giebelseitig erkennbar. | 09224700 |
| Direkt Bild zu diesem Denkmal hochladen | Wohnhaus                                                               | Neuer Weg 19 (Karte)            | 1. Hälfte 19. Jh.                   | Obergeschoss Fachwerk, zum Teil verbrettert, baugeschichtlich von Bedeutung | 09224738 |
| Direkt Bild zu diesem Denkmal hochladen | Wohnhaus                                                               | Neuer Weg 20 (Karte)            | um 1800                             | Obergeschoss Fachwerk, baugeschichtlich von Bedeutung | 09224703 |
| Weitere Bilder                          | Neue Waltersdorfer Mühle                                               | Waltersdorfer Mühle 36b (Karte) | um 1900                             | Gasthaus und überdachte frei stehende Gästeterrasse im Winkel – Gasthaus zeittypischer Putzbau mit übergiebeltem Risalit, Freigespärre im Giebel, Holzbalkons, überdachte Gästeterrasse aus Holz mit arkadenähnlichen Öffnungen, verzierte Holzblenden im oberen Bereich, weiter Dachüberstand, baugeschichtlich und ortsgeschichtlich von Bedeutung. | 09224708 |

## Ausführliche Denkmaltexte
1. ↑  Kurpark Bad Schandau – Bauliche Schutzgüter 

Erschließung: Wegesystem: vorhanden, zum Teil verändert.
Gartenausstattung: Basaltsäulen, VVN-Denkmal (Sandsteinmonolith, Einzeldenkmal), Gedenkstein (kein Einzeldenkmal) für Paul Hartig (Komponist), zum Teil neue Skulpturen eingebracht.
Gartenbauten: Holzpavillon (wohl ehem. Privatgarten), Freilichtbühne mit flankierenden Pavillons.
Wasserelemente: Brunnen mit Kugeln (vermutlich 1980er Jahre), Kirnitzsch mit Stützmauern in Gestaltung integriert. 

Vegetation: Alleen und Baumreihen: Crataegus spec. als Reihe im südlichen Parkteil entlang der Badallee, Einzelbäume: Stieleiche (Quercus robur), Blutbuche (Fagus sylvatica ‚Atropurpurea‘), Linde (Tilia spec.), Fächerahorn (Acer palmatum), Rosskastanie (Aesculus hippocastanum), Säuleneiche (Quercus robur ‚Fastigiata‘), Gelbe Kastanie (Aesculus flava) an der Freilichtbühne.
Hecken und Sträucher: durchgewachsene ehemals geschnittene Hainbuchenhecke (Carpinus betulus) an der Freilichtbühne, alte Zaubernusssträucher (Hamamelis spec.), zahlreiche neu gepflanzte Ziersträucher. 

Sonstige Schutzgüter: Bodenrelief: eben, außer der regelmäßig gestalteter Bereich mit Stützmauern (Terrassen) und Kopflinden.
Blickbeziehung: innerhalb der Anlage. Störelemente: Parkplätze.
2. ↑  Maße des Quaders: 1,8 m Höhe und 0,7 m × 0,5 m. In Sachsen markieren insgesamt vier Steine die Südgrenze des nördlichen Inlandeises (die Punkte der größten Verbreitung der Vergletscherung während der Eiszeit). 1975/76 durch die damaligen Räte von Bezirk Dresden und Bezirk Chemnitz auf Anregung der Gesellschaft für Geologische Wissenschaften aufgestellt. Gehört zu den wenigen Denkmalen, die naturwissenschaftlichen Besonderheiten gewidmet sind.
3. ↑  Stadtkirche Bad Schandau 

Eine spätgotische Kirche erhielt 1645 den Westturm vorgesetzt, 1668–1671 wurde das Kirchenschiff in jetziger Größe neu erbaut. Nach dem Stadtbrand 1694 Wiedererrichtung des Schiffs bis 1709, neues Turmobergeschoss bis 1711. Umgestaltung des Inneren durch Gotthilf Ludwig Möckel 1876/77. Vereinfachende Restaurierung des Inneren 1962, Restaurierung des Turms 1978–1980. 

Stadtbildprägend ist der massige Westturm, zugleich Glockenturm und Fluchtstätte im Kriegsfall, das Untergeschoss von quadratischem Grundriss, das oktogonale Obergeschoss mit Haube, Laterne und Zwiebel abgeschlossen. Die Strebepfeiler des Schiffs vom Wiederaufbau nach 1704. Sandsteinquaderbau. 

Inneres: Flache Kassettendecke, eingeschossige Emporen. Der zweigeschossige Altar aus Sandstein, mit Säulenpaaren und reichem Figurenbestand, ist ein Hauptwerk von Hans Walther II, 1575–1579, urspr. in der Dresdner Kreuzkirche, war er bis 1902 in der dortigen Annenkirche, seit 1927 am Ort. Im Hauptgeschoss Relief des Abendmahls, als Verkleidung des Altartisches Passahmahl, zwischen den Säulen Allegorie der leidenden und der siegenden Kirche. Im Zentrum des Auszugs der Gekreuzigte über den Gesetzestafeln, seitlich Engel mit Leidenswerkzeugen und zwei Evangelisten. Die beiden anderen seitlich des Giebels mit Gottvater über der Heiliggeisttaube, als Bekrönung die Figur des Auferstandenen. – Hochbarocke Sandsteinkanzel, der Korb mit den Figuren des Salvator und der Evangelisten wird von einer Mosesfigur getragen. – Taufstein A. 18. Jh., Sandstein. – Holzskulptur Christus in der Rast, um 1500. An der Chornordwand Gemälde der Kreuzigung Christi, 18. Jh. (Dehio Sachsen I, 1996).
4. ↑  Hotel Lindenhof – Bauliche Schützgüter: 

Einfriedung: Stützmauer aus Sandsteinplatten, darauf Zaunspfeiler aus Sandstein (Zaunfelder nicht mehr vorhanden). Erschließung: Zugang: von Westen, rampenartiger Weg mit Torpfosten aus Sandstein. Wegesystem: regelmäßig angelegt, z. Z. Betonpflaster, früher vermutlich mit wassergebundener Decke. 

Vegetation: Einzelbäume: Baumpaar aus geschnittenen Linden (Tilia spec.) links und rechts des Hauptzugangs zum Hotel, Baumpaar aus geschnittenen Silber-Linden (Tilia tomentosa) links und rechts des rampenartigen Zugangsweges, außerdem drei geschnittenen Rosskastanien (Aesculus hipposastanum) in Reihe parallel zur Stützmauer.
Sonstige Schutzgüter: Bodenrelief: Terrassierung.
5. ↑  Umgebindehaus, Schloßberg 12 

Jüngerer Hausteil: Im letzten Drittel des 19. Jahrhunderts errichtet, im Kellergeschoss befindet sich die Hauseingangstür zum jüngeren und älteren Hausteil (mit Umgebinde). Die Fußbodenhöhen des Kellers, des 1. und 2. Obergeschosses wurden der baulichen Situation angepasst, deswegen im jüngeren Hausteil 2,8 m lichte Raumhöhe im Flur des 1. Obergeschosses. Durchweg massive Wand zum Umgebinde-Hausteil. 

Erschließung der wenigen und großen Räume des Althauses vom Treppenhaus aus (gewendelte Sandsteintreppe). Umgebinde-Hausteil: Keller: Teilweise im Felsen, Wände aus großen Sandsteinblöcken gefügt, flache neuere Decke aus Stahlträgern und Hohldielen.
Erdgeschoss: Blockstubenrest (als Cafe bis 1994 genutzt), Innenwände und Decke verkleidet, lichte Raumhöhe 2,25 m. 

1. Obergeschoss: Vorder- und (kleinerer) Hinterraum, Hinterraum um etwa 10 cm höher, Innenwände und Decken verkleidet, lichte Raumhöhe Vorderraum 2,28 m, Tür mit vier Füllungen aus der Bauzeit des jüngeren Hausteils. Dachboden: Zwei ausgebaute Räume mit Wasseranschluss, einzige ursprüngliche Tür (Holzknauf, Türhöhe 1,76 m, wahrscheinlich vom Erdgeschoss hierher versetzt) in der Wand zum jüngeren Hausteil. (M. Hammer).
6. ↑  Friedhof Bad Schandau – Bauliche Schutzgüter 

Gebäude: Friedhofskapelle (Einzeldenkmal).
Einfriedung: Stützmauer mit Sandsteinpfosten und Metallgitter im Osten (Einzeldenkmal).
Erschließung: Zugänge: Hauptzugang von Osten unterhalb der Kapelle, Nebenzugang in SO-Ecke, kleine Pforte im Norden, Wegesystem: vorhanden, hangparallel. Ausstattung: Banknische, Wasserstelle, beide mit Sandsteinblöcken, in Art von Zyklopenmauerwerk behauen, einzelne Gräber entlang der Südostgrenze mit aufwendigem Ziergitter. 

Vegetation: Alleen und Baumreihen: geschnittene Kastanien-Linden-Reihe (Aesculus hippocastanum, Tilia spec.), alternierend gepflanzt entlang der West- und Südgrenze, geschnittene Lindenreihe (Tilia spec.) entlang der Südostgrenze bis zur Kapelle, Thujareihe entlang der Nordostgrenze bis zur Kapelle, weitere Thujareihe (vermutlich Erweiterungsteil), Thujaallee westlich der Kapelle.
Sonstige Schutzgüter: Bodenrelief: Gelände fällt von West nach Ost, Terrassierungen teilweise über Stützmauern abgefangen.
7. ↑  Evangelische Pfarrkirche Krippen. Neoromanische Saalkirche mit kleinem Ostchor und diesen beinahe erdrückendem Chorwinkelturm im Norden, in neuromanisch-neugotischem Mischstil nach Entwurf von Gotthilf Ludwig Möckel 1881/82 erbaut. Sandsteinquaderbau. Das Äußere mit Strebepfeilern. Dennoch im Inneren flachgedeckt. Emporen an der Süd- und Westseite des Schiffs. Ausstattung aus der Bauzeit (Dehio Sachsen I, 1996).
8. ↑  Das Berggasthaus Kuhstall, existent seit 1837, besteht aus einem zweigeschossigen Abschnitt mit flachem überstehendem Satteldach, dessen zwischen den bogigen Öffnungen befindliche Lisenengliederung sich über der Obergeschoss-Verbretterung fortsetzt, trotz häufigen Veränderungen bei dieser Baugattung existierte dieser Teil bereits im 19. Jh., wie zeitgenössische Postkarten verdeutlichen. Die Formensprache weist auf den ab ca. 1870 gerade in der Sächsischen Schweiz beliebten sog. „Schweizerstil“, wie er etwa auch an Villen und Bahnhöfen zu finden ist. Die baugeschichtliche Relevanz ist damit angedeutet. Der dreigeschossige turmartige Anbau mit Pyramidendach dürfte ein Zeugnis des Heimatstils der 1930er Jahre sein. Dadurch, dass diese Region seit über 200 Jahren als schön bzw. erhaben empfunden, also ästhetisch (und nicht nur wie zuvor z. B. als Jagdgrund) interessant wurde, war sie eine der Keimzellen des Tourismus, einem Phänomen der beginnenden Moderne. Der „Kuhstall“ als besonders prägnante Felsformation bewirkte in diesem Zusammenhang, dass hier bereits vor ca. 180 Jahren ein gastronomischer Betrieb entstand. Zur baugeschichtlichen Bedeutung kommt daher die tourismusgeschichtliche und landschaftsprägende. Evident sind der Alterswert und der hohe Originalitätsgrad (Finkler, LfD/2014).
9. ↑  Die 1929 von der Schiffswerft Gustav Schinke in Bad Schandau in Kompositbauweise, d. h. mit hölzernem Boden, Steuerruder und Mast sowie stählernen Borden, erbaute Gierseilfähre war bis 1998 an der Fährstelle Postelwitz–Krippen im Dienst. Bei einer Überholung auf derselben Werft wurde die Fähre 1977 auch mit einem stählernen Boden ausgerüstet und erhielt ein neues Ruder sowie einen neuen Mast aus Stahl. Nach fast 70-jähriger Betriebszeit wurde die Gierseilfähre ausgemustert und lag dann für einige Jahre im Prossener Hafen. Nach Ausbesserungsarbeiten auf der Bad Schandauer Schiffswerft verbrachte der Schifferverein Fortuna Postelwitz e. V. die Fähre schließlich am 25. Juni 2005 an ihren heutigen Standort am Postelwitzer Elbufer. 

Eine Fährverbindung scheint in Postelwitz bereits zu Beginn des 15. Jahrhunderts bestanden zu haben, wohl in Form eines einfachen Kahns. Ab etwa 1890 kamen an der Fährstelle Postelwitz–Krippen dann Dampffähren zum Einsatz und ab 1929 die vorliegende Gierfähre am Längsseil. Dieser Fährtyp bewegt sich an einem im Fluss verankerten Giertau in einem Kreisbogen zwischen den Flussufern hin und her. Die Gierseilfähre nutzt dabei als Triebkraft die Strömung des jeweils zu überquerenden Flusses aus, indem sie mit Hilfe des Steuerruders schief gegen die Stromrichtung gestellt und sodann durch die Strömung seitlich fortgetrieben wird. 

Das dieser Fähre zugrundeliegende Prinzip wurde erstmals 1657 von dem Niederländer Hendrick Heuck aus Nimwegen angewendet, fand aber erst im Zusammenhang mit der Entwicklung der Kettenschifffahrt gegen Ende des 19. und zu Beginn des 20. Jahrhunderts eine weite Verbreitung. Die zwischen den Ufern gespannten Seile herkömmlicher Seilfähren konnten aufgrund der nun kreuzenden, längs im Fluss und über die Decks der Kettenschleppschiffe geführten Ketten nicht mehr zum Einsatz kommen, so dass die Einführung der Kettenschifffahrt mit einer Umstellung auf Gierseilfähren einherging. Dabei stellt das hier vorliegende Fährboot einen Typenbau der Schiffswerft Schinke dar, der in dieser Form an mehreren Elbfährstellen in Sachsen zum Einsatz kam, so z. B. in Rathen, Schmilka, Strehla oder Wehlen. 

Heute sind nur noch wenige Gierseilfähren auf deutschen Flüssen im Einsatz oder haben sich, wie die Postelwitzer Gierseilfähre, als Schauobjekte an Land erhalten, so dass sie einen großen Zeugniswert für die Entwicklung und Funktionsweise dieses speziellen Fährtyps haben. Neben der technikgeschichtlichen Bedeutung besitzt die Postelwitzer Gierseilfähre zudem als älteste in Sachsen erhaltene Fähre Seltenheitswert. Trotz ihres Funktionsverlustes sind ihre technischen Details, wie etwa der Seilüberlaufbügel am Bug, der Mast mit Seilrolle oder das sehr lange Steuerruder, auch heute noch vorhanden. Die hieraus resultierende sehr gute Ablesbarkeit der Funktionsweise der Gierseilfähre sowie ihre Aufstellung nahe dem ursprünglichen Einsatzort an der Fährstelle Postelwitz–Krippen bedingen zudem den sehr hohen Erlebnis- und Erinnerungswert dieses technischen Denkmals (LfD/2012).
10. ↑  Wohnhaus, Elbufer 49 

Keller: Felsenkeller mit separatem Zugang, überwölbt, ca. 8 m².
Erdgeschoss: Dreiteilung in Blockstube mit Holzdecke und gefasten Balken, Flur (früher wahrscheinlich mit Kochstelle) und Wohnküche (früher schmale Vorrats- bzw. Gerätekammern und zur Elbseite hin offener Bootsschuppen), 1912 Vergrößerung des Hauses zur Rückseite. 

Obergeschoss: Flur und drei davon abgehende Kammern, durchlaufender Mittelbalken. Dachkonstruktion und Dach: Sparrendach, bis 1976 mit Schiefer belegt, danach mit Bitumenschindeln.
Sonstiges: Ab 1978 Wertsteigerung der Außenansicht des Hauses durch Erhaltung der Blockstube mit Umgebinde im Erdgeschoss und der Andreaskreuze im Obergeschoss. (M. Hammer).
11. ↑  Gartendenkmal: südlich und östlich des Herrenhauses terrassierte Gartenfläche mit massiven Stützmauern aus Sandstein nach Süden und Osten und kleinem steinernen Pavillon in der Südwestecke der Terrasse, Blick vom Pavillon nach Süden über die Elblandschaft, der kleine landschaftlich gestaltete Gutspark mit wassergebundenen Wegen und Altgehölzbestand aus Platanen (Platanus x hispanica), Buchen (Fagus sylvatica), Berg-Ahorn (Acer pseudoplatanus), Linden (Tilia spec.), Lärche (Larix decidua) und Eibe (Taxus baccata) schließt sich südwestlich an die terrassierte Fläche an, hier befindet sich auch unterhalb des Pavillons die Steinbank, westlich des Herrenhauses befindet sich eine Obstwiese.
12. ↑  Hufeisenförmiger Mühlenkomplex der ehem. Röslerschen Papierfabrik, als Nachfolger einer früheren Anlage zwischen Lachsbach (1 km vor Mündung in die Elbe) und der wohl zeitnah (1875–1877) entstandenen Eisenbahn gelegen, mit dominantem viergeschossigen Industriemühlengebäude, dieses massiver Putzbau mit profilierten Sandsteingewänden, Lüftungsrosetten und rundbogigen Zwillingsfenstern im 3. und 4. Obergeschoss. Bereits 1897 in dieser Zone zu Wohnzwecken umgebaut, im Erdgeschoss innen als Spolie eines Vorgängerbaus eingemauertes Türgewände bezeichnet 1820er Jahre, daran anschließend dreigeschossiger Putzbau, ebenfalls mit rundbogigen Zwillingsfenstern, angebauter Turbinenschacht mit 5-t- Voith-Turbine von 1939 (endgültig eingebaut wohl erst nach 1945), wassertechnische Anlage mit sandsteingefasstem Überfallwehr, ca. 700 m langer Mühlgraben zum Teil überwölbt und in Sandsteinquader gesetzt. Zur Anlage gehören weiterhin ein Remisen- bzw. Handwerkergebäude mit Fachwerkoberstock, ein von einem Kesselhaus übrig gebliebener Schornstein mit profiliertem Kopf nach 1910 (Bauantrag), schließlich ein jüngeres Transformatorenhaus (1930er Jahre?) mit interessanter rustikaler Oberfläche aus Sandsteinquadern. Zur DDR-Zeit hier Hellerau-Küchenmöbelfabrikation. Baugeschichtliche und technikgeschichtliche Relevanz, außerdem als Industriemühle in einem engen Tal landschaftsprägend in einer speziell für Sachsen typischen Situation.
  - Mühlengebäude viergeschossig, mit Lüftungsrosetten und Zwillingsfenstern mit Rundbogen im 3. und 4. Obergeschoss, bereits frühzeitig zu Wohnzwecken umgebaut, profilierte Sandsteinfenstergewände, dreigeschossiger Verbindungsbau (Mittelbau) mit mehreren Sandstein-Torbögen, Zwillingsfenster mit Rundbögen
  - Transformatorenhaus: Sandsteinquader mit Biberschwanzdeckung
  - Schornstein des Heizhauses: unterer Teil achteckig, oberer Teil rund mit profiliertem Kopf.
13. ↑  Der Punkt Lilienstein wurde auf dem westlichen Theil des Liliensteines, in der Nähe der Brücke  errichtet. Der Königlich Sächsische Staatsfiscus war Eigentümer des Grundstückes. Hinweis von Nagel 1890: Ruchlose Hände haben den oberen Theil des Pfeilers entfernt und in die Tiefe geworfen. Für spätere Beobachtungen wieder zu ergänzen. Dies scheint erfolgt zu sein. Auf dem Pfeiler fanden mehrfach Messungen statt. Später ist die Säule erneut abgestürzt und konnte in Teilen erst im Jahre 2000 wieder geborgen werden. Im Zeitraum 1862 bis 1890 erfolgte im Königreich Sachsen eine Landesvermessung, bei der zwei Dreiecksnetze gebildet wurden. Zum einen handelt es sich um das Netz für die Gradmessung im Königreich Sachsen (Netz I. Classe/Ordnung) mit 36 Punkten und die  Königlich Sächsische Triangulierung (Netz II. Classe/Ordnung) mit 122 Punkten. Geleitet wurde diese Landesvermessung durch Christian August Nagel, wonach die Triangulationssäulen auch als „Nagelsche Säulen“ bezeichnet werden. Dieses Vermessungssystem war eines der modernsten Lagenetze in Deutschland. Die hierfür gesetzten Vermessungssäulen blieben fast vollständig an ihren ursprünglichen Standorten erhalten. Sie sind ein eindrucksvolles Zeugnis der Geschichte der Landesvermessung in Deutschland sowie in Sachsen. Das System der Vermessungssäulen beider Ordnungen ist in seiner Gesamtheit ein Kulturdenkmal von überregionaler Bedeutung.